# Musée Benaki
Le musée Benáki (en grec moderne : Μουσείο Μπενάκη) est un musée d'art et d'histoire de la Grèce fondé à Athènes par Antónis Benákis en 1930. 

## Fondation
En mémoire de son père, Emmanouíl Benákis, Antónis Benákis rassemble à partir de 1895 une immense collection d'art très éclectique de plus de 37 000 pièces. C'est en 1930 qu'il l'installe dans sa résidence familiale à Athènes, et l'offre à la Grèce le 22 avril 1931 au cours d'une grande cérémonie en présence du président de la République Aléxandros Zaḯmis et du Premier ministre Elefthérios Venizélos. L'archéologue gréco-turc Théodore Macridy Bey, directeur-adjoint du Musée archéologique d'Istanbul à partir de 1923, prit la tête de l'institution en 1931,. Antónis Benákis travailla pour le musée jusqu'à sa mort en 1954.

## Bâtiments

### Bâtiment principal
Le bâtiment principal, à l'angle de la rue Koumbári et de l'avenue Vasilíssis Sofías, abrite les principales collections dont celle d'histoire de la Grèce, la bibliothèque et les expositions temporaires.
Un premier hôtel particulier, connu sous le nom de « palais Charokópou », fut construit vers 1867 à l'emplacement du musée actuel. En 1910, Emmanouíl Benákis acheta la bâtisse et fit conduire d'importants travaux d'agrandissement confiés à l'architecte grec Anastásios Metaxás. La transformation de l'édifice en musée en 1930 entraîna l'ajout d'une aile de style néoclassique à l'ouest du corps principal.
Une nouvelle extension des espaces d'exposition eut lieu en 1965 afin d'accueillir les archives d'Elefthérios Venizélos et la collection de manuscrits de Damianós Kyriazís (en), puis trois années plus tard à la suite d'une donation d'Eléni Stathátou (el). En 1973, une nouvelle aile de deux étages fut aménagée. L'ensemble de ces aménagements furent confiés à l'architecte Emmanouíl Vourékas (el).
En 1997, un important projet de doublement de la surface d'exposition réalisé par l'architecte grec Alékos Kalligás (el) et son frère Stéfanos fut achevé. Le bâtiment principal, agrandi et restauré, fut officiellement rouvert au public en 2000 en présence du président de la République Konstantínos Stefanópoulos.

Bâtiment principal
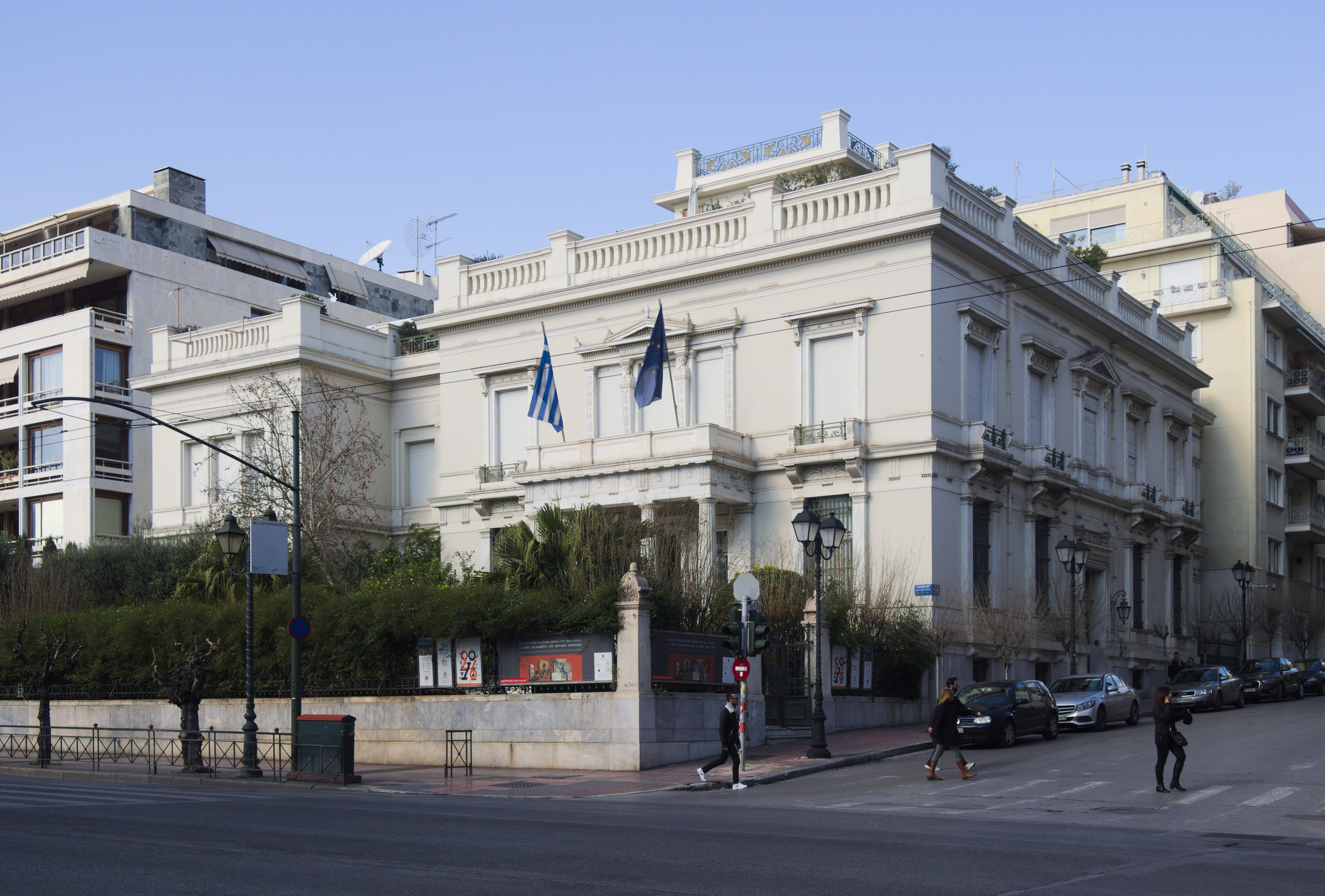
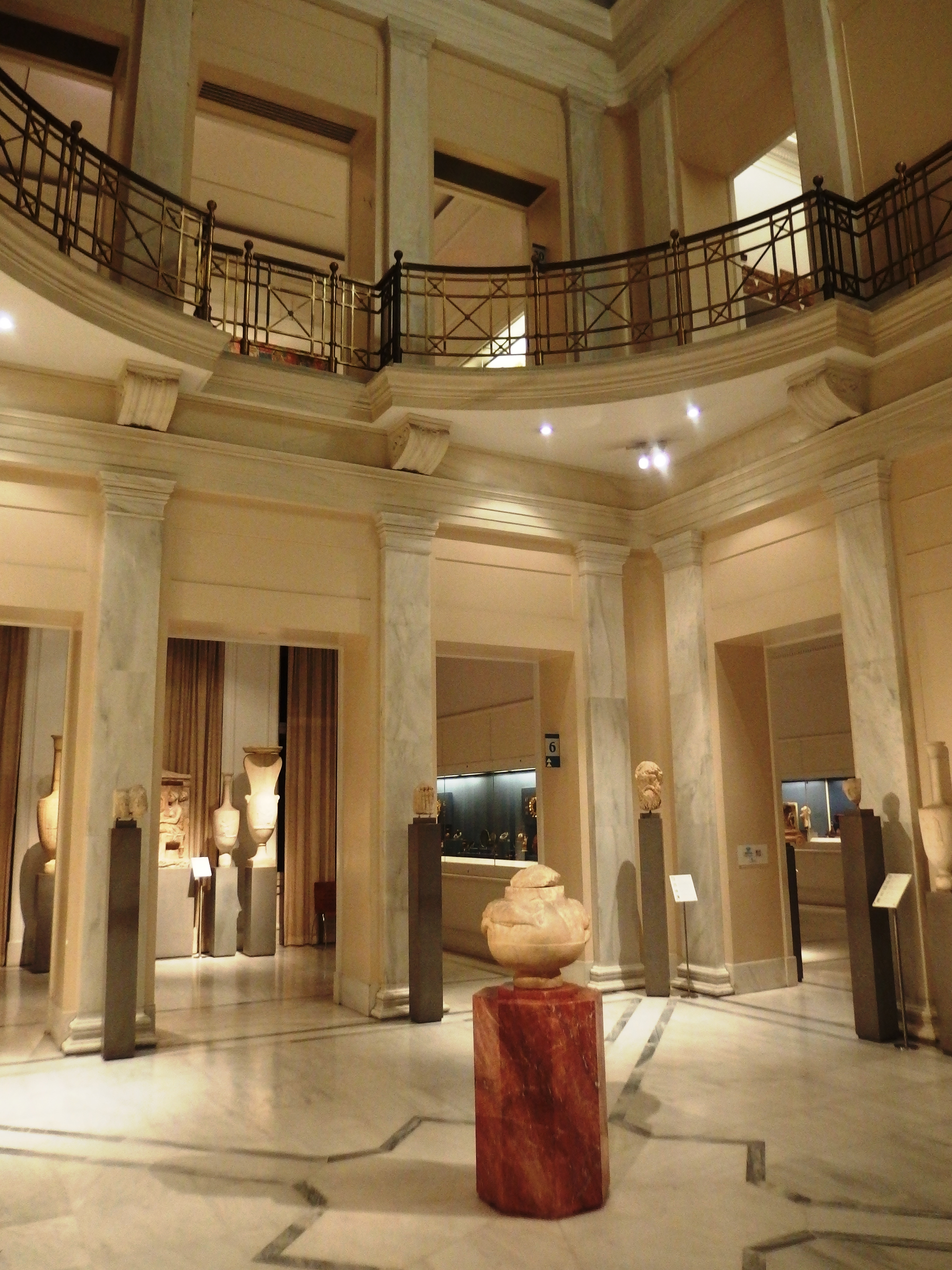
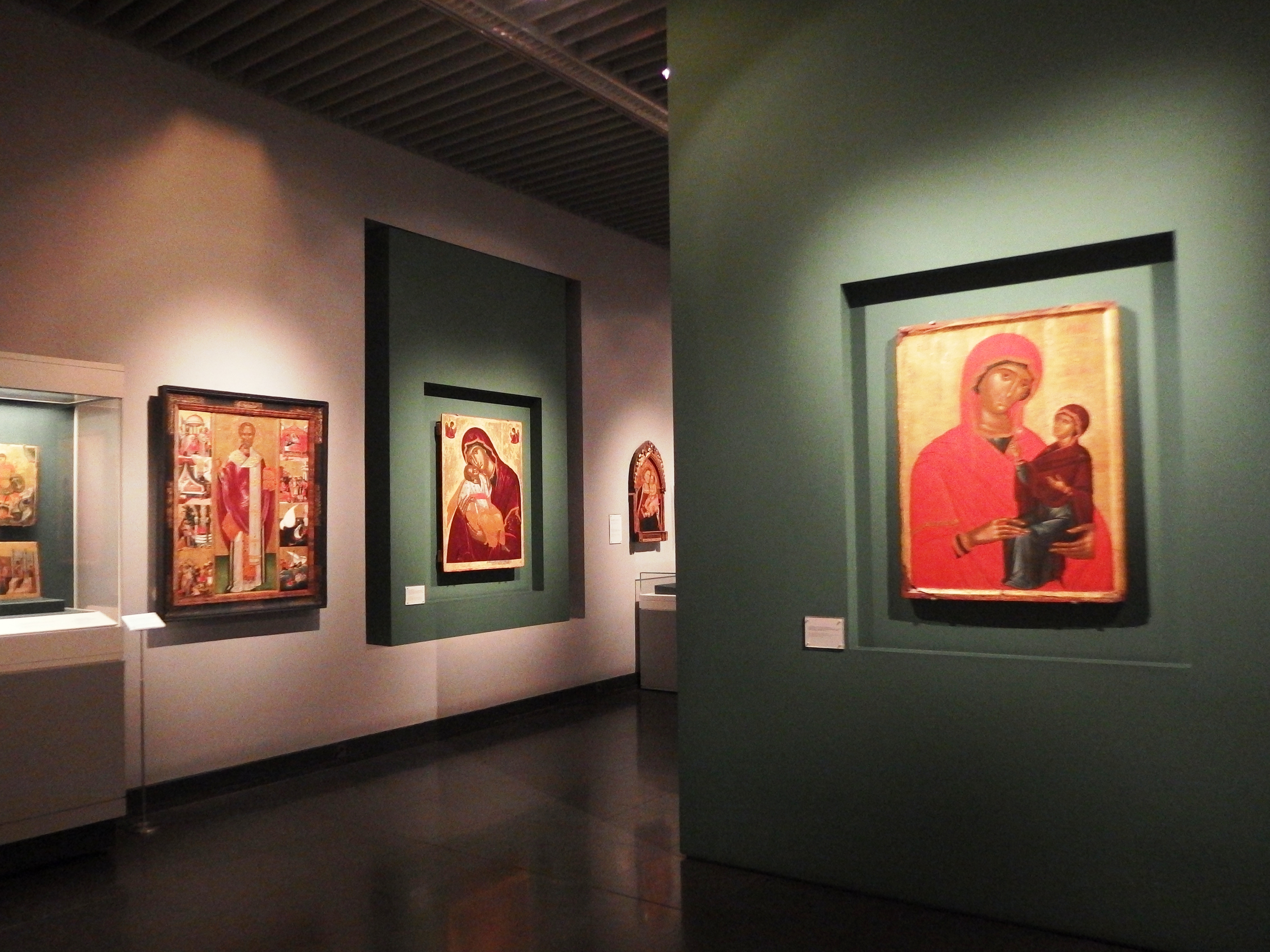

### Bâtiments annexes
Longtemps confiné dans le seul hôtel particulier de la famille Benákis, le musée est aujourd'hui réparti dans neuf autres bâtiments : 
- le bâtiment du 3 rue Kriezótos qui abrite la collection Chatzikyriákos-Ghíkas ;
- un bâtiment dans le Céramique consacré à l'art islamique ;
- la maison de Véra Kouloúra à Phalère où se trouve le musée de l'Enfant ;
- un nouveau bâtiment au 138 rue Pireós consacré aux archives et à l'architecture ;
- la maison de Pénélope Delta à Kifissiá qui abrite les archives historiques ;
- le studio de l'artiste Yánnis Pappás (el) dans la commune de Zográfou, à l'est de l'agglomération athénienne.
- la maison de l'écrivain britannique Patrick Leigh Fermor à Kardamýli dans le Magne, qui fait office de résidence pour les chercheurs depuis 1996;
- la passementerie Méntis-Antonópoulos au 6 rue Polyfímou ;
- la maison d'Anastásios et María Valadóros au 13 rue Otryneón, qui abrite la collection d'icônes du couple.

## Collections

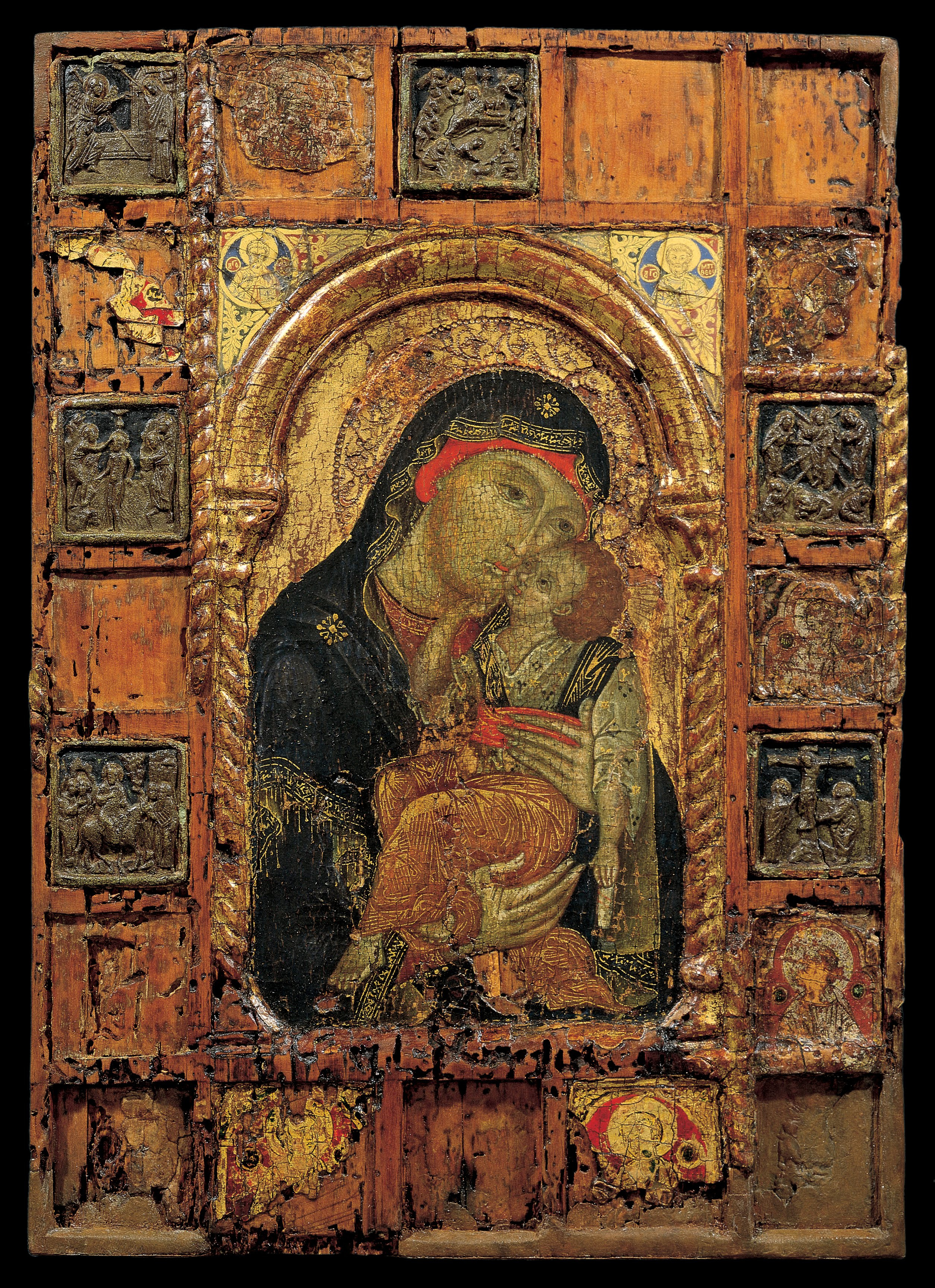
Vierge à l'enfant, icône avec support en bois (1340-1360).

Les œuvres du musée Benáki retracent cinq mille ans d'histoire grecque, et sont rassemblées en sept grands thèmes :
- histoire de la Grèce de la préhistoire à 1922 et l'évacuation de l'Asie mineure (préhistoire, antiquité gréco-romaine, période byzantine, période ottomane, collection des XVIIIe – XIXe siècles) ;
- la collection personnelle de tableaux d’Antónis Benákis ;
- la collection d'œuvres d'artistes grecs du XXe siècle réunie par Níkos Chatzikyriákos-Ghíkas ;
- le musée de l'Enfant, des Jouets et des Jeux ;
- art copte ;
- art chinois ;
- art précolombien ;
- art islamique.

Sous la direction d'Ángelos Delivorriás, plus de 60 000 objets, livres et documents sont venus s'ajouter aux collections du musée, certains achetés et d'autres reçus en dons. Le musée considère que l'histoire grecque ne commence ni ne se termine par un événement clé et présente donc les objets exposés comme un continuum jusqu'à nos jours. Les influences interculturelles et les liens avec la culture grecque sont explicitement documentés.

### Salles d'histoire de la Grèce

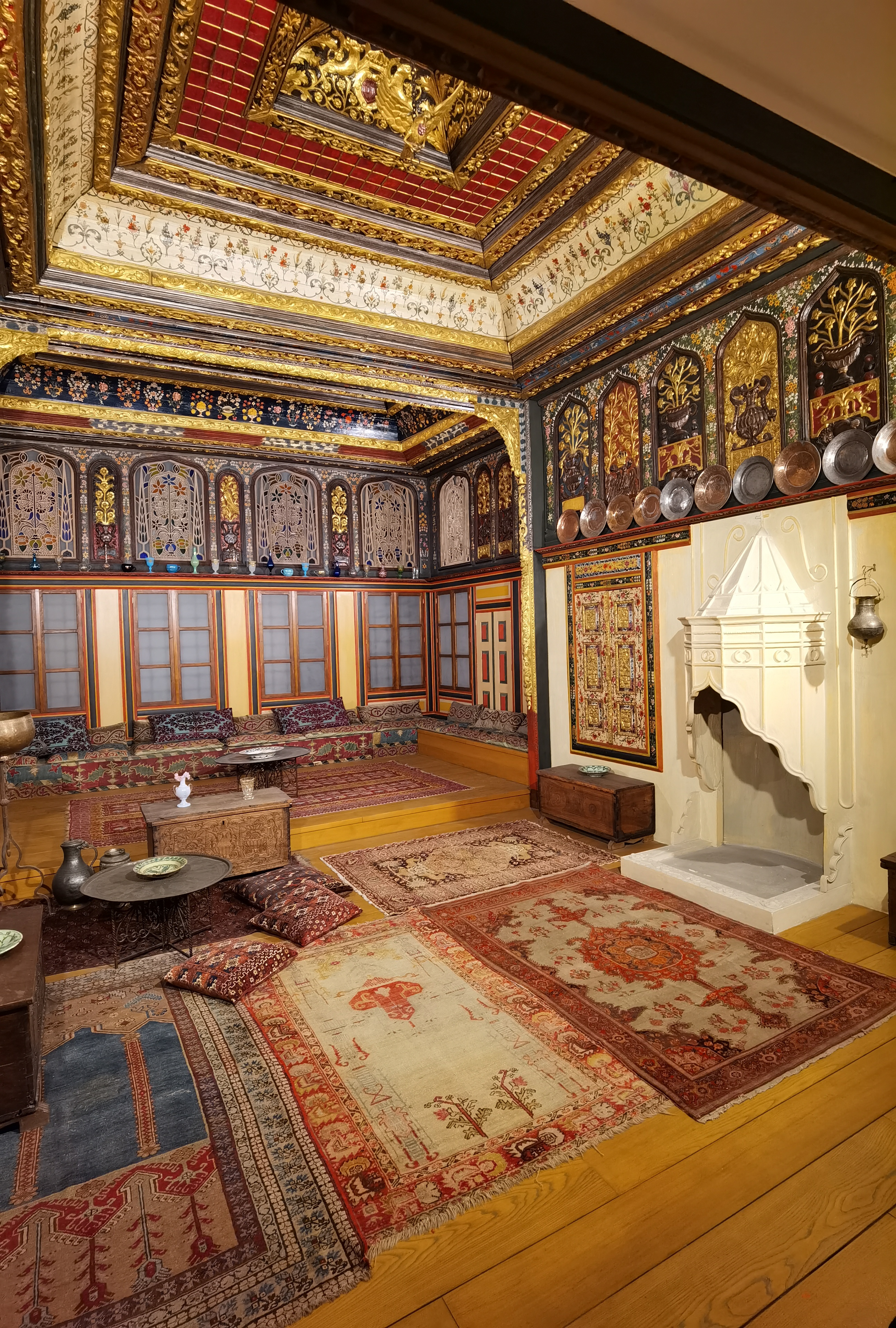
Reconstitution d'un manoir de l'époque ottomane de Kozáni (milieu du XVIIIe siècle).

La visite des salles du bâtiment principal suit une séquence chronologique :
- Salle 1 : Préhistoire depuis le Paléolithique ;
- Salle 2 : Civilisations cycladique, minoenne, mycénienne, époque géométrique et époque orientalisante ;
- Salle 3 : Céramiques de diverses parties de l'aire grecque ;
- Salles 4, 5 et 6 : Période classique ;
- Salle 7 : Périodes hellénistique et romaine ;
- Salle 8 : Passage de l'Antiquité à l'époque byzantine ;
- Salle 9 : Antiquité tardive ;
- Salle 10 : Époque byzantine moyenne ;
- Salles 11 et 12 : Périodes byzantine tardive et post-byzantine ;
- Salles 13 à 24 : XVe - XIXe siècle ;
- Salles 25 à 28 : Objets religieux de l'époque post-byzantine ;
- Salles 29 à 32 : La vie quotidienne avant la Révolution grecque de 1821 ;
- Salles 33 à 36 : La Révolution grecque et l'État grec au XIXe siècle.

#### De la Préhistoire à l'Antiquité
La collection originale du musée Benáki est située dans les salles 1 à 36, les numéros de salle suivant la chronologie et le développement de l'histoire. La collection d'antiquités, située dans les salles 1 à 8, comprend des objets de la Préhistoire, principalement des haches et des céramiques, depuis les périodes du Paléolithique et du Néolithique, à travers des objets des cultures cycladique, minoenne et mycénienne, puis des périodes classique et hellénistique, jusqu'à la fin de l'Empire romain et la transition vers l'Empire byzantin.

Âge du bronze
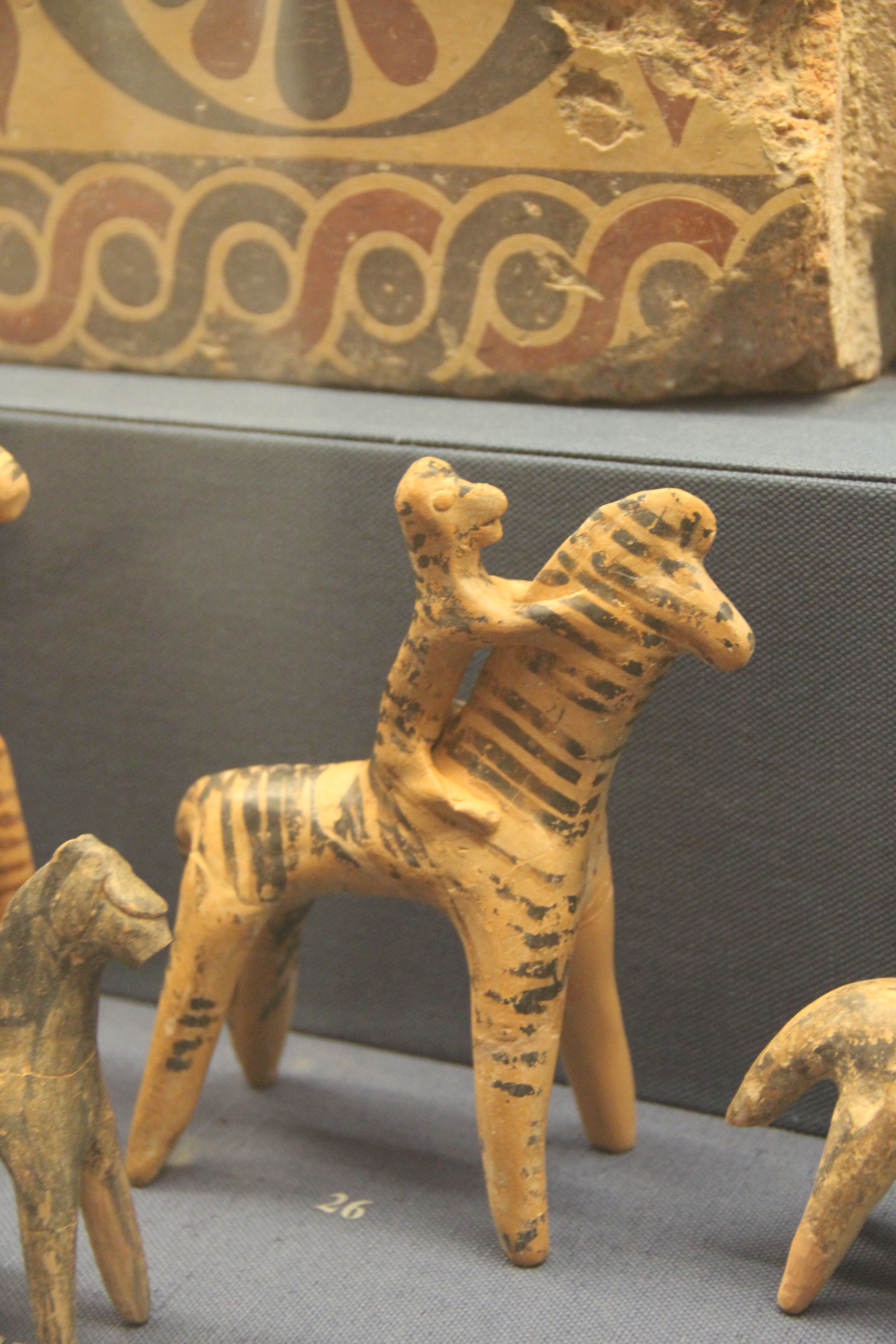
Chevaux en terre
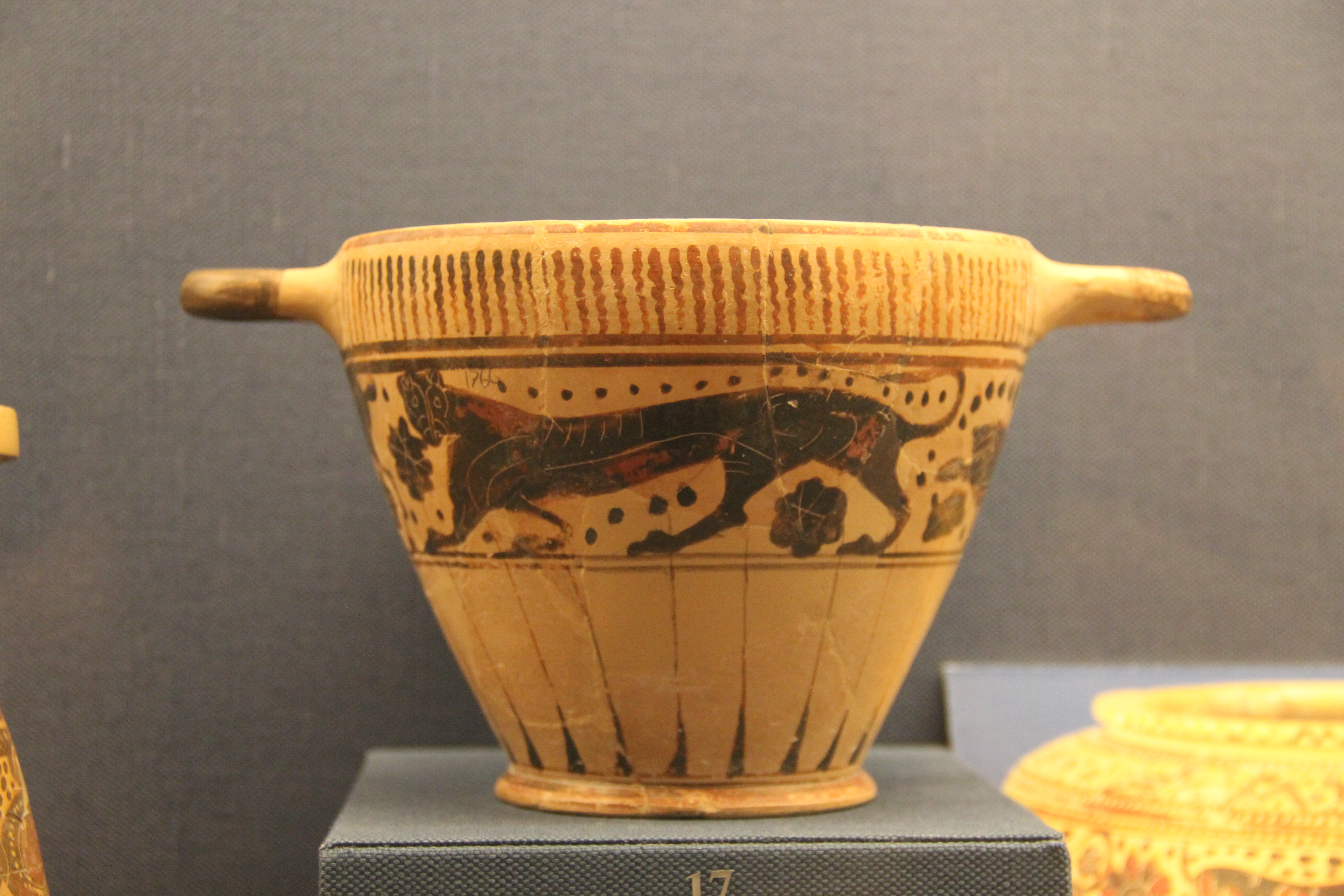
Skyphos de l'âge du bronze
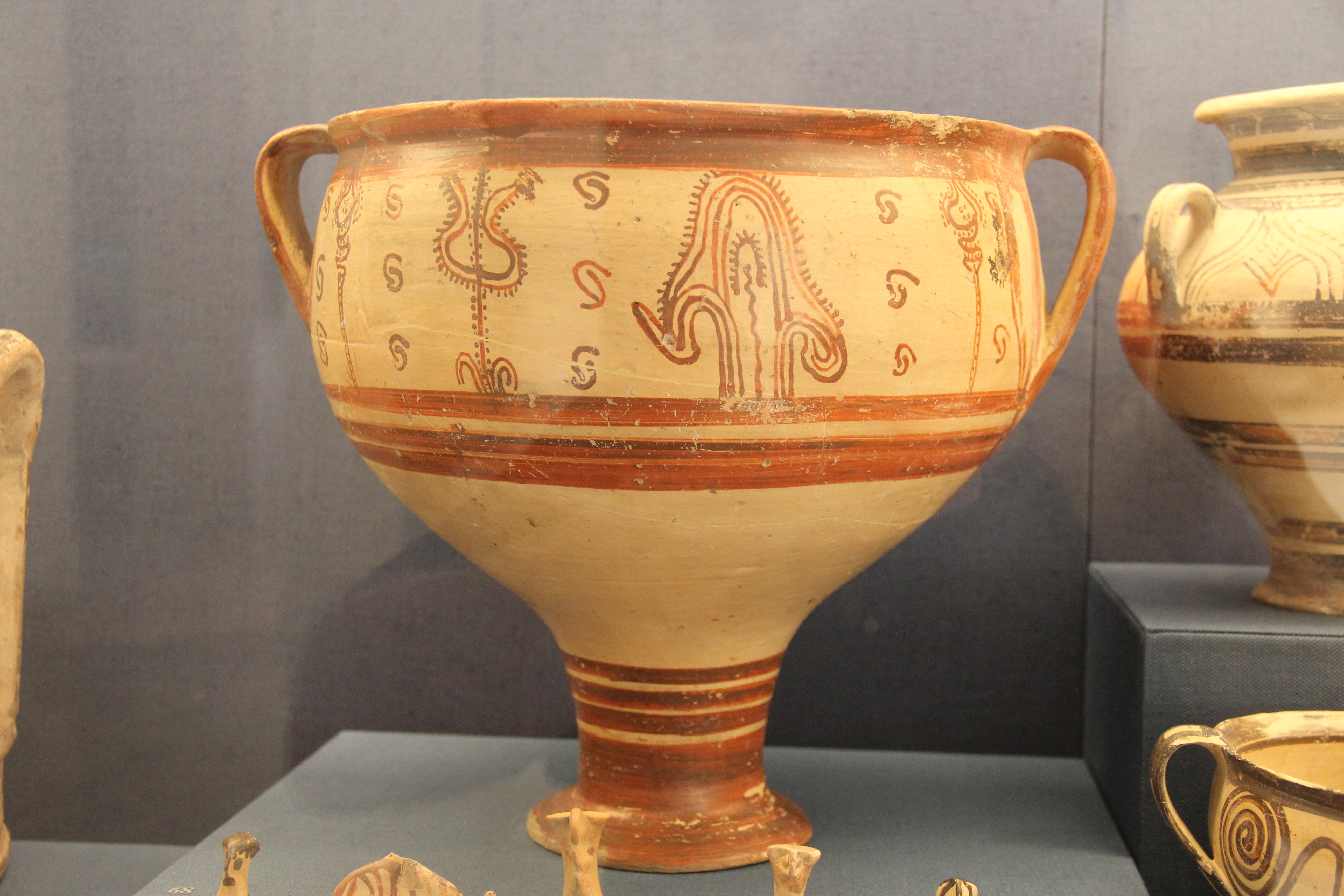
Céramique de l'âge du bronze

Périodes archaïque et classique
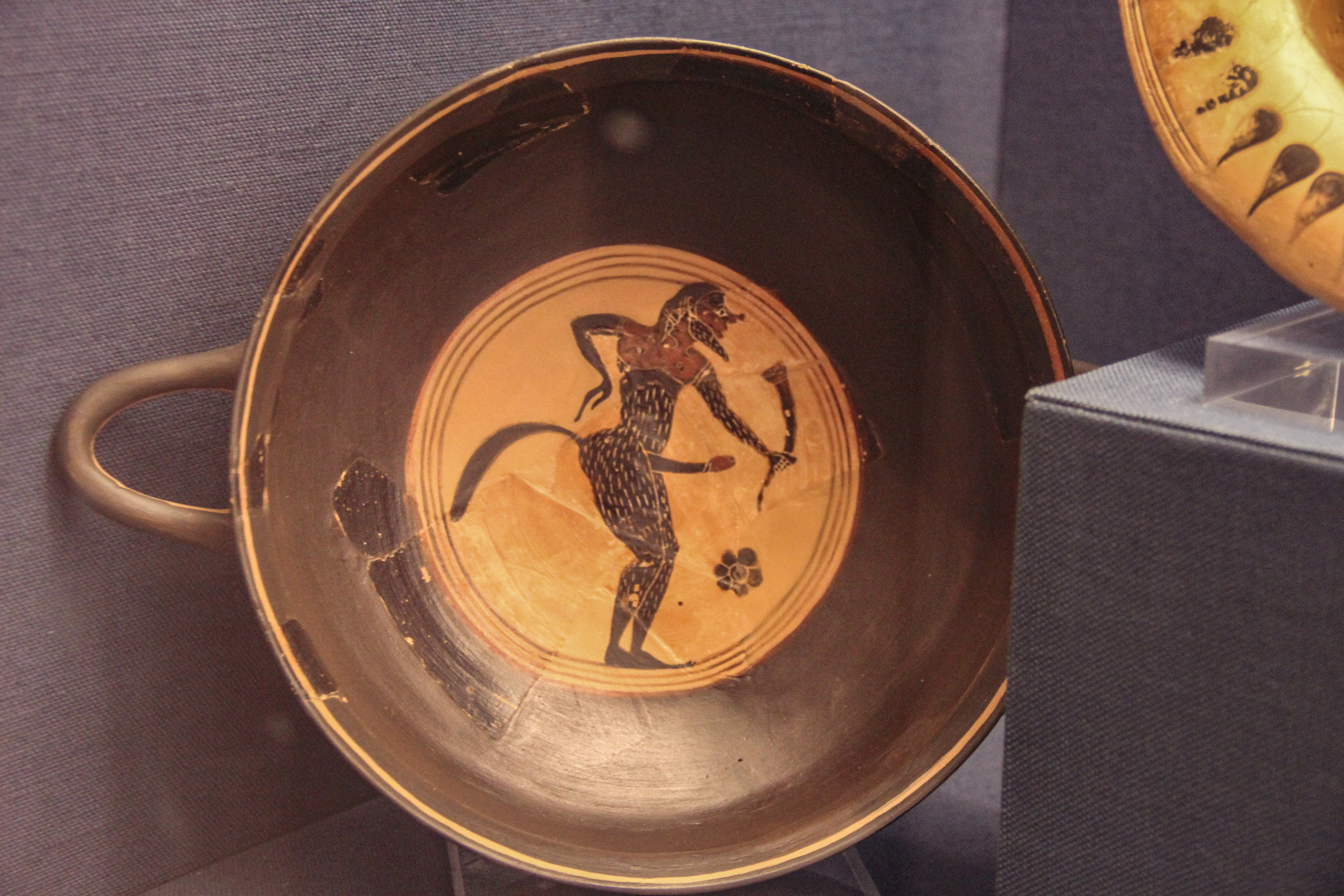
Kylix à figures noires (vers -580)

Verre d'époque romaine
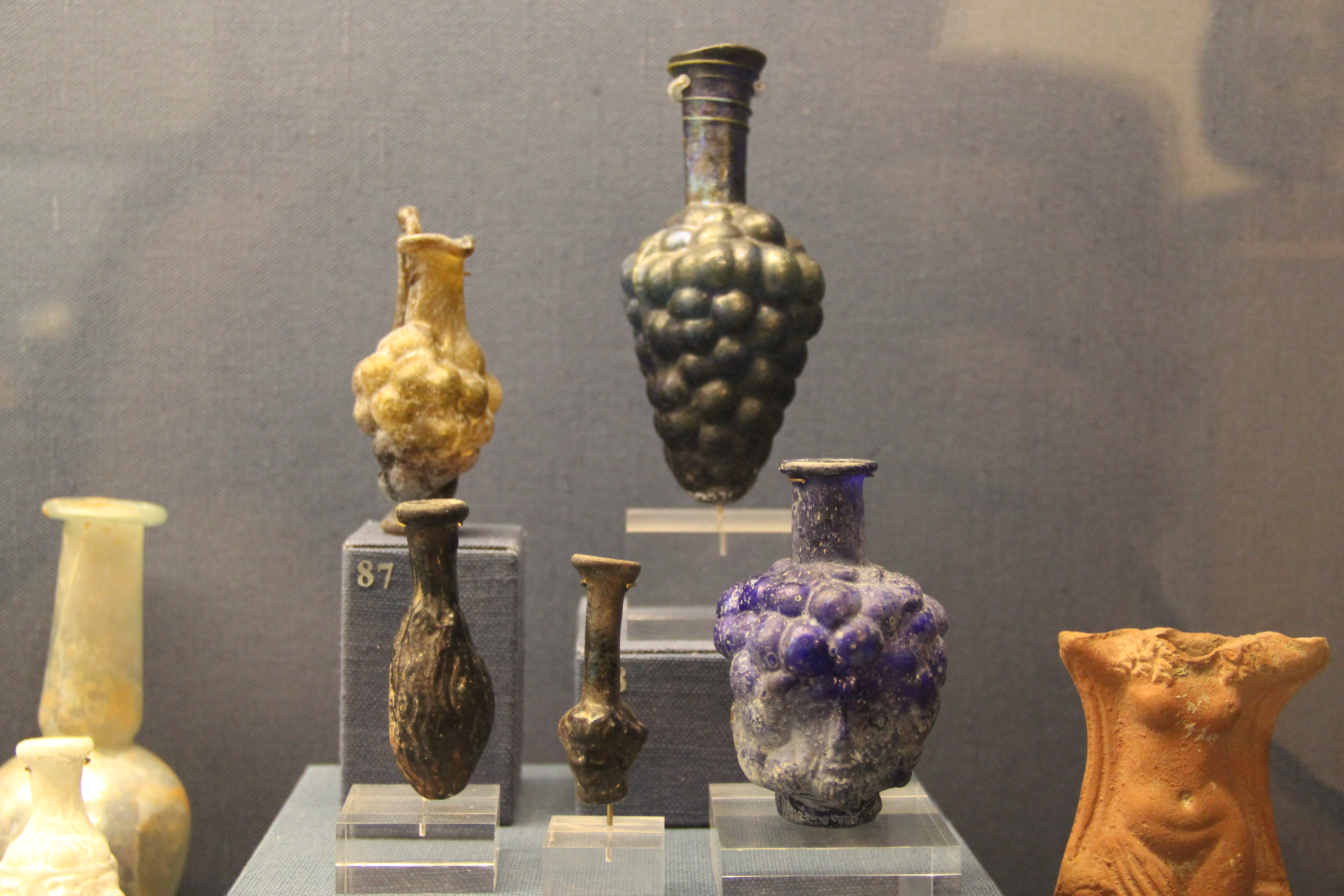
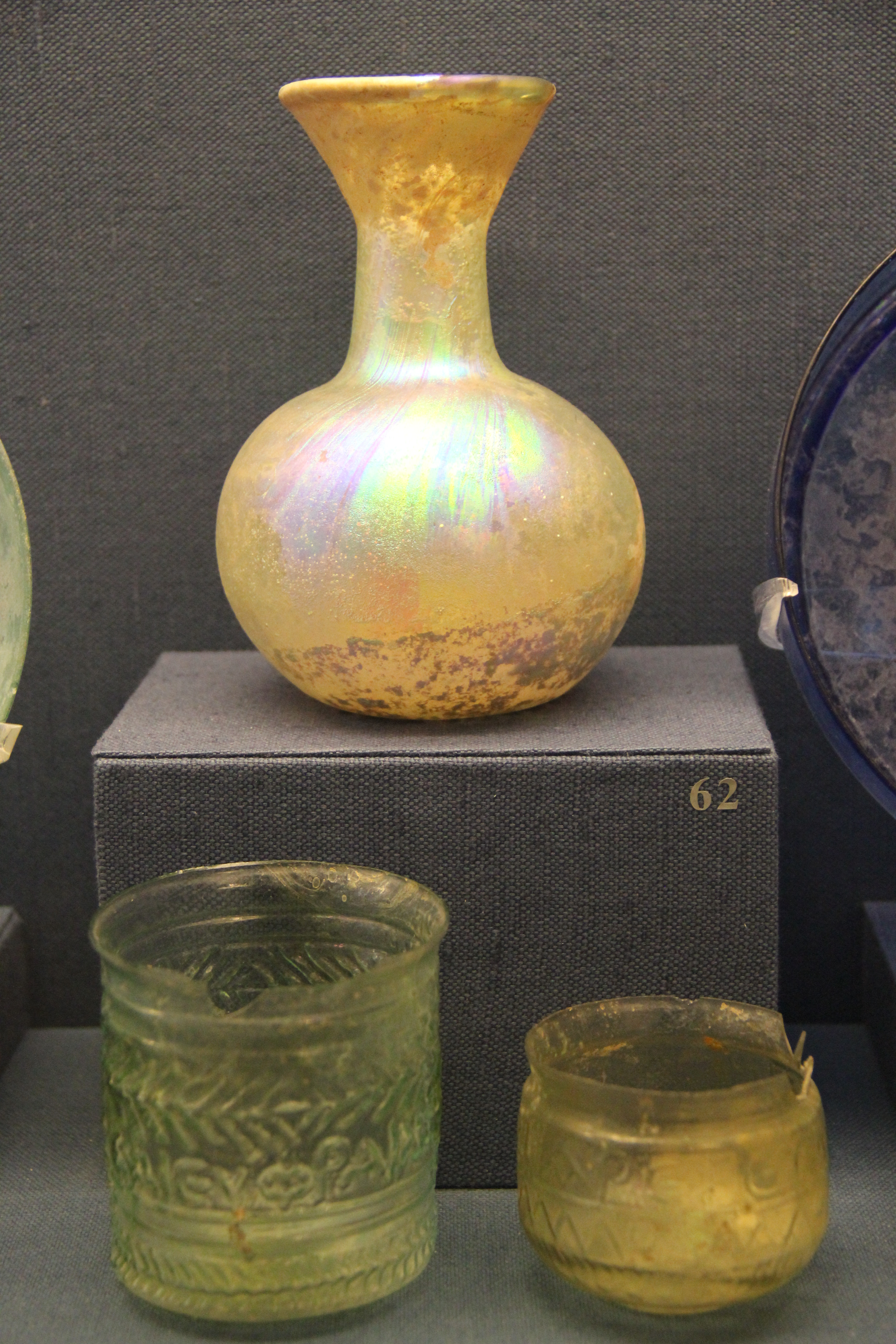
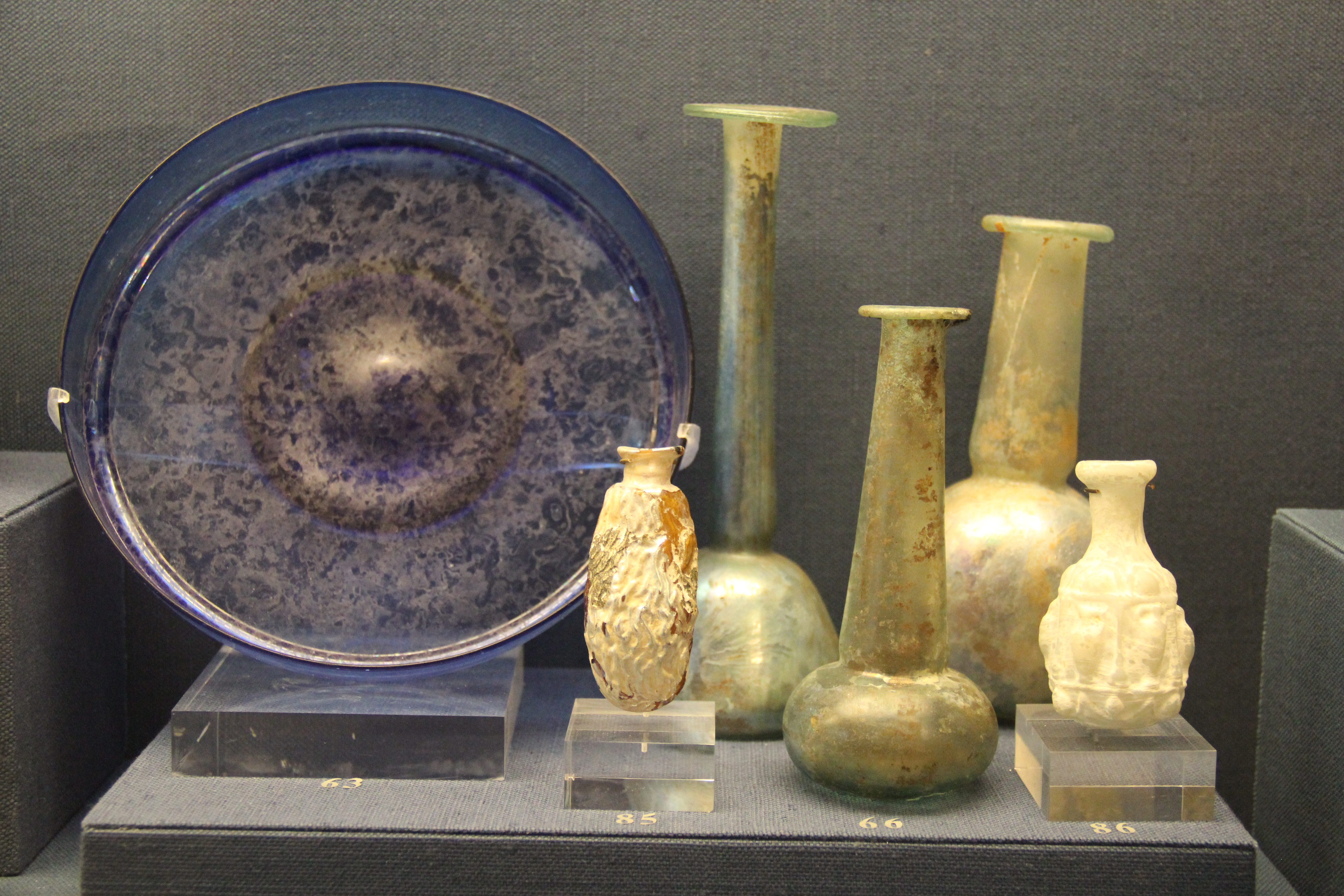

#### Collection byzantine et post-byzantine
Les salles 9 à 12 abritent la collection byzantine, mettant l'accent sur le développement des représentations artistiques et l'art des objets de la vie quotidienne. Cela comprend également une collection d'exemples d'art copte et un certain nombre d'icônes byzantines tardives et post-byzantines de célèbres peintres d'icônes.

Bijoux et textiles
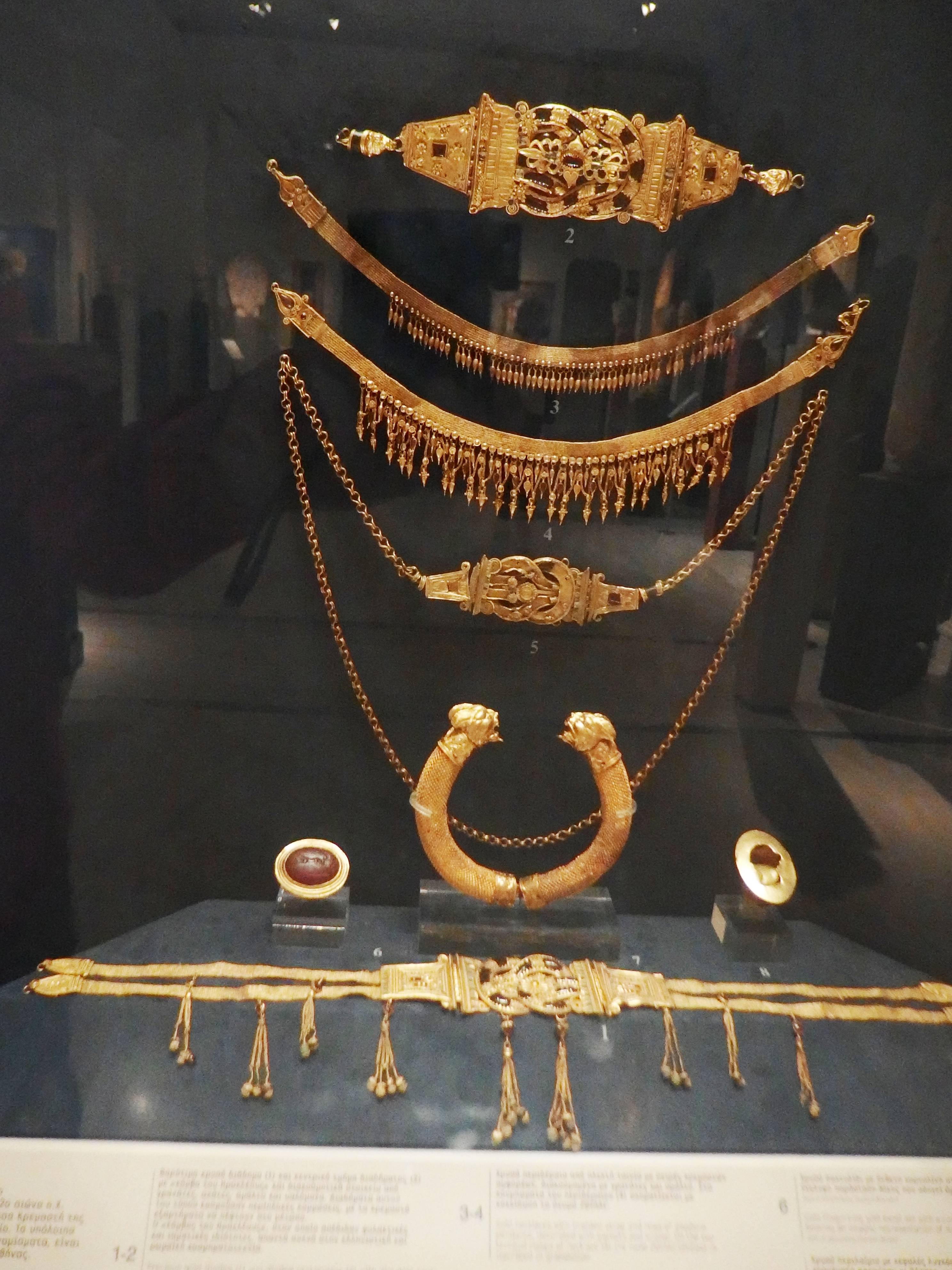
Parure en or
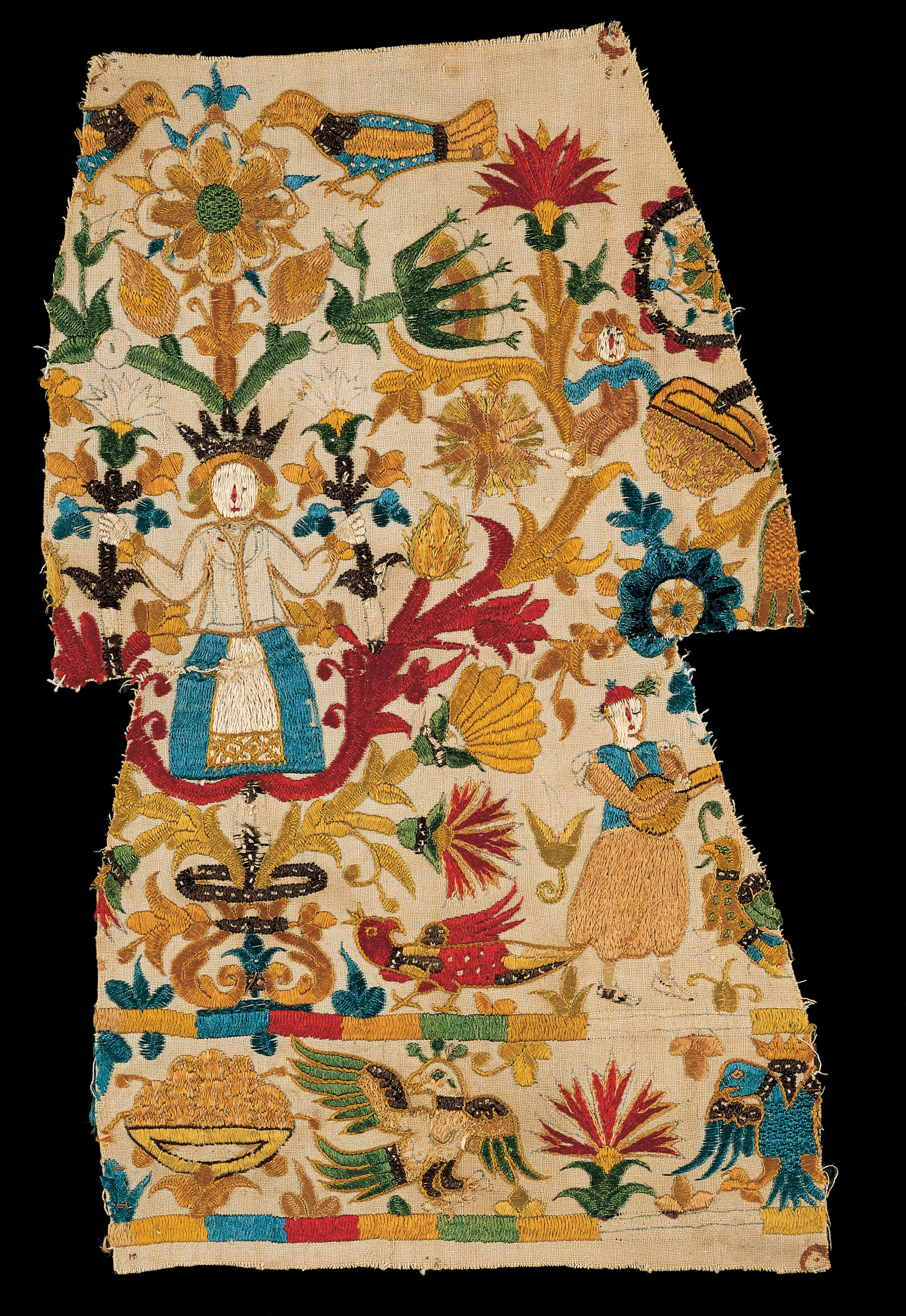
Morceau de broderie (XVIIe siècle)
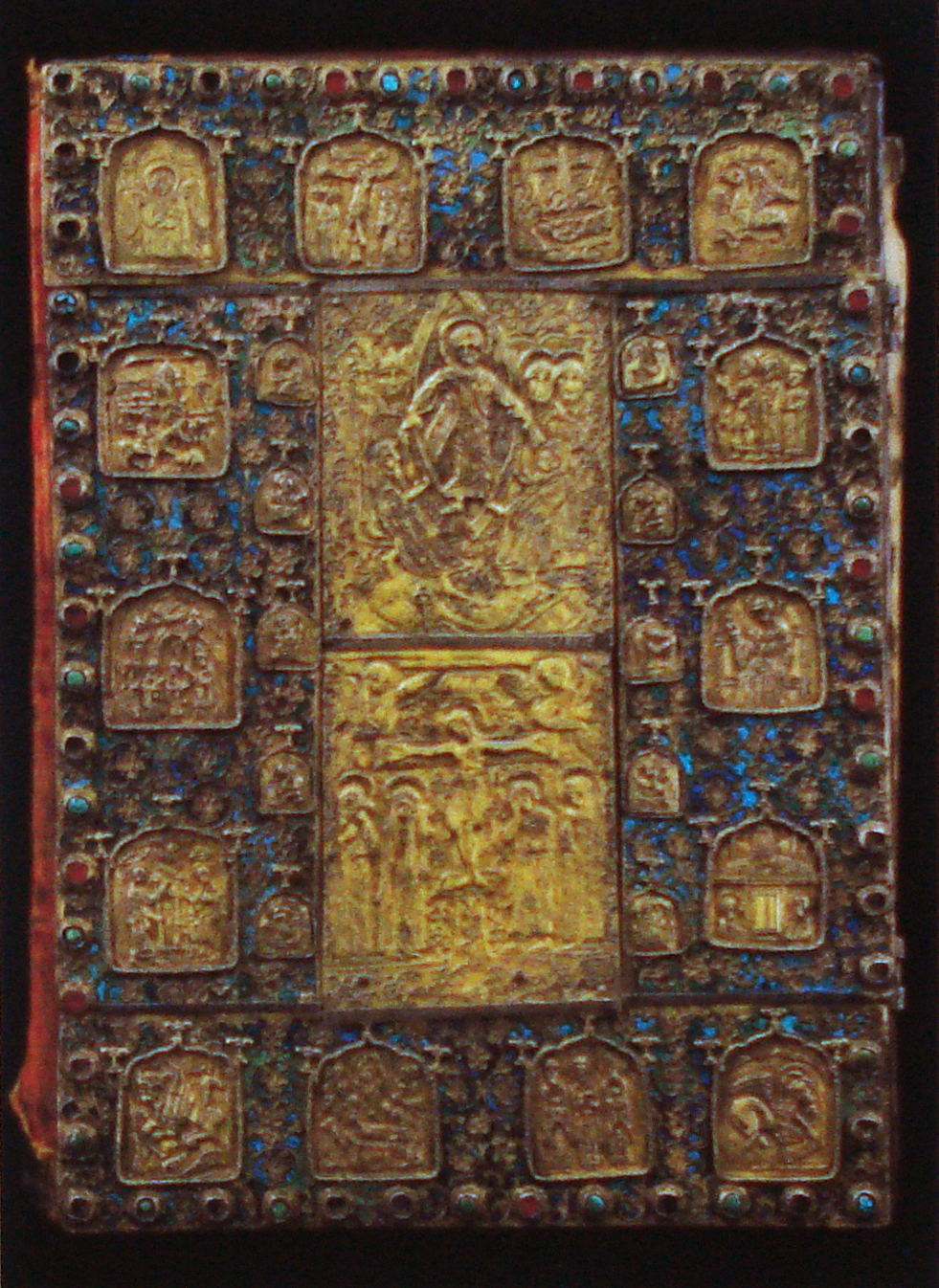
Couverture de Bible (1710)
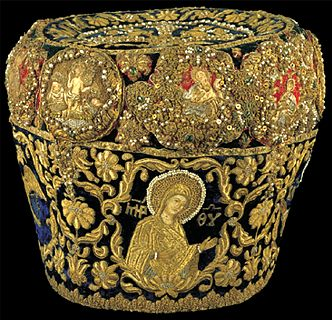
Mitre-couronne (1715)
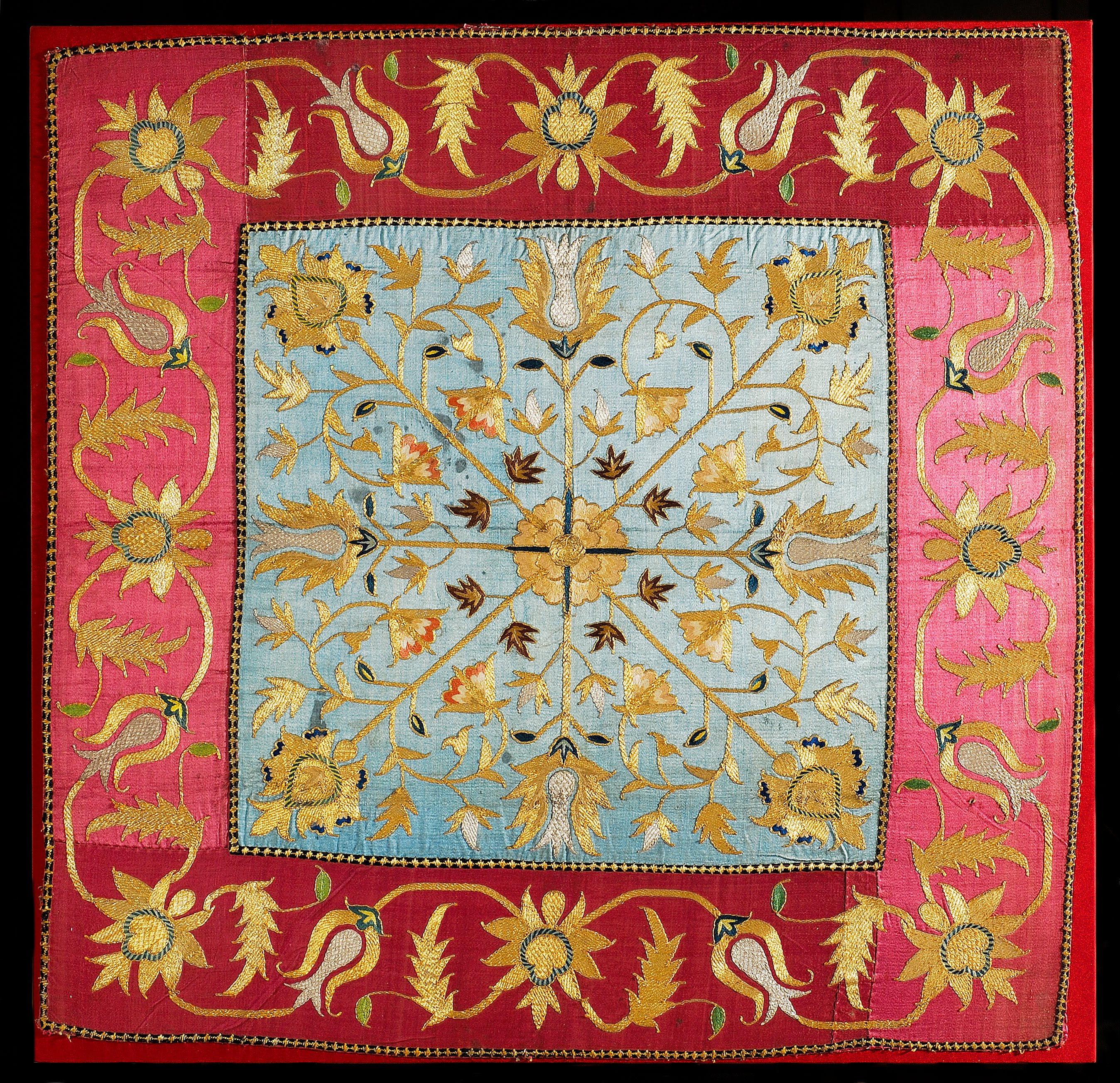
Broderie à motifs de soie (XVIIIe siècle)

Cette collection a principalement été créée par Emílios Velimézis, de 1932 jusqu'à sa mort en 1946. Parmi les chefs-d'œuvre figure une peinture du Greco représentant saint Luc peignant la Vierge, donnée par le diplomate Dimítrios Siciliános (el) en 1956.

Icônes
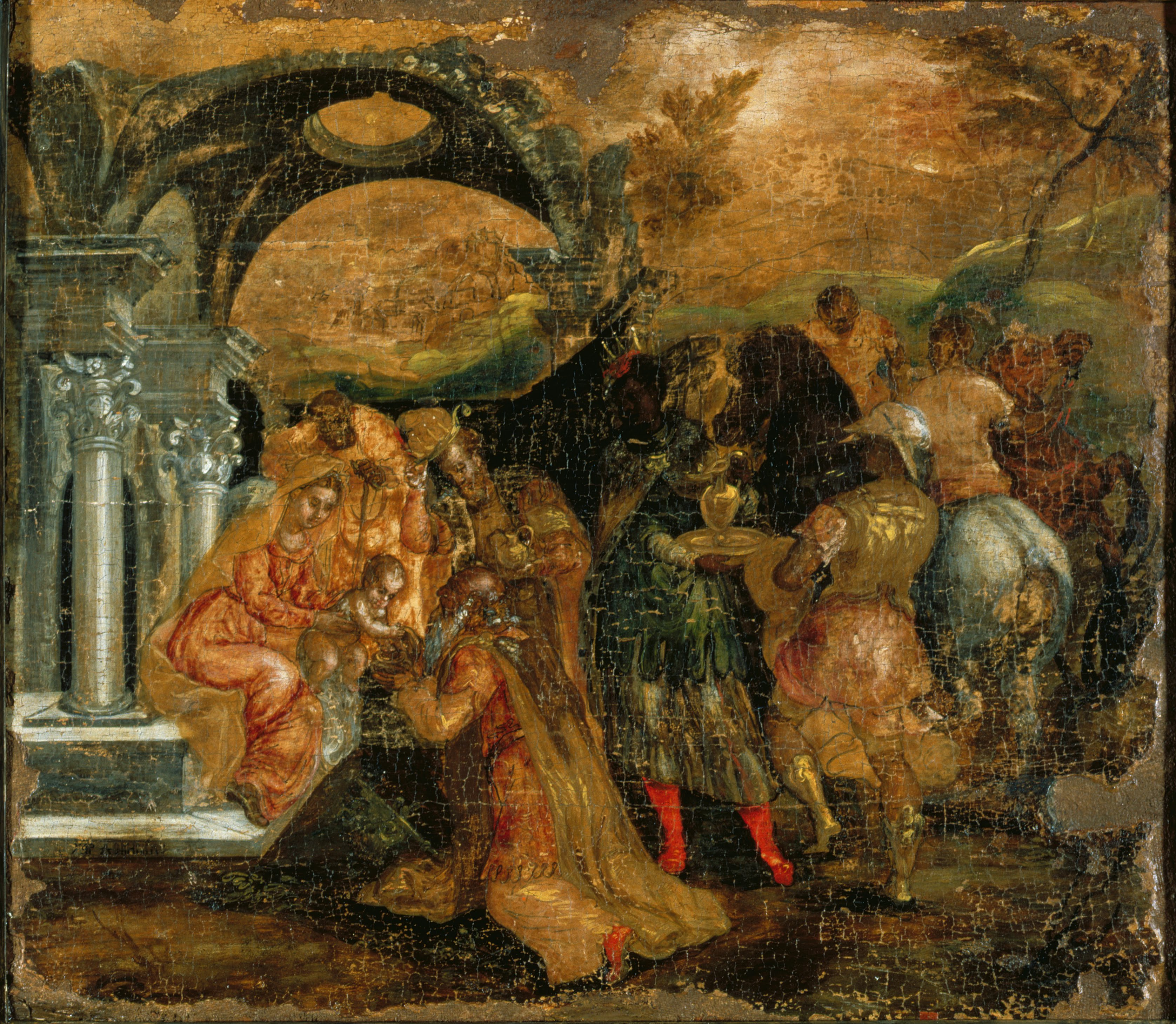
Le Greco, L'Adoration des mages (vers 1565-1567)
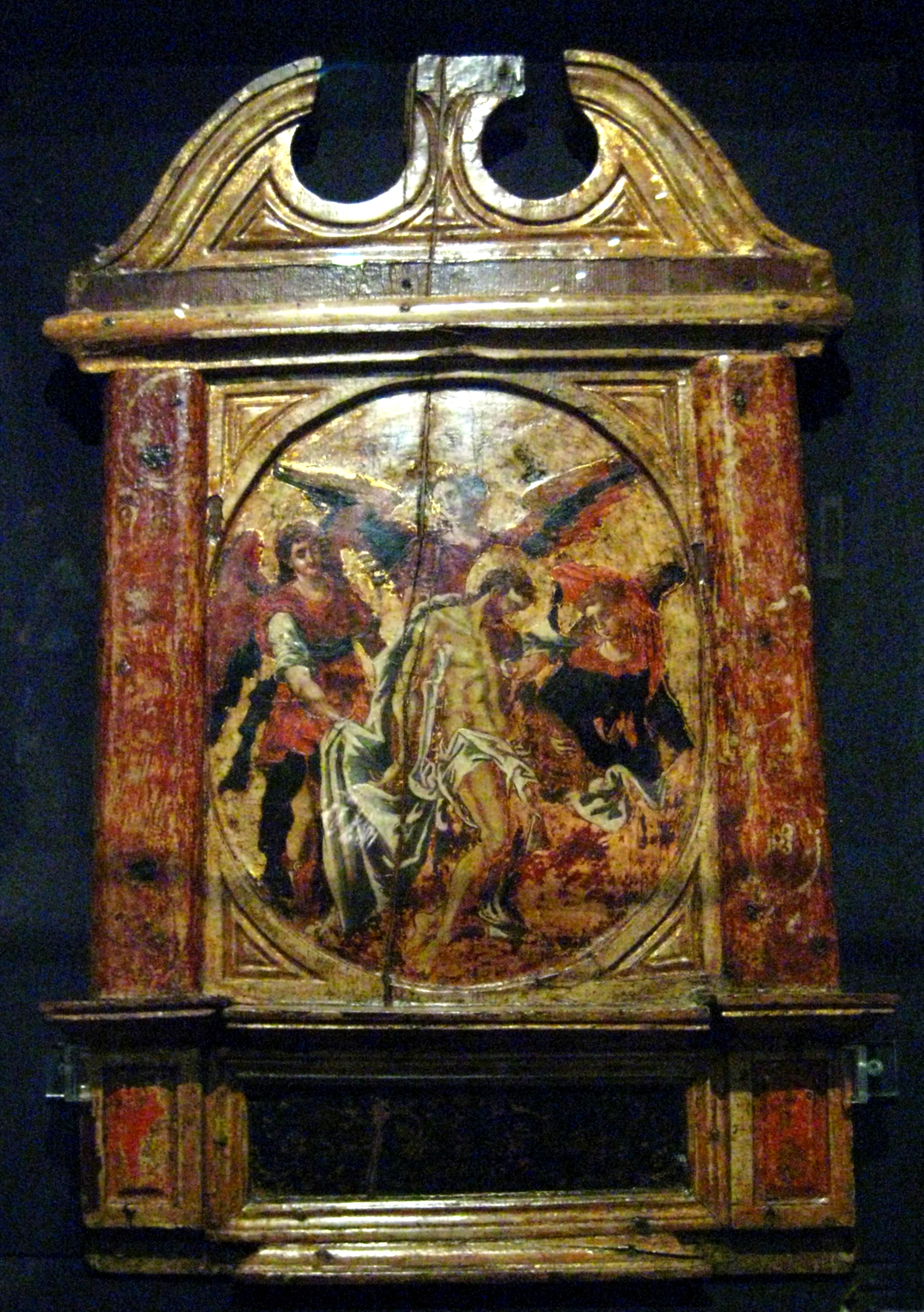
Le Greco, Pietà (1566)
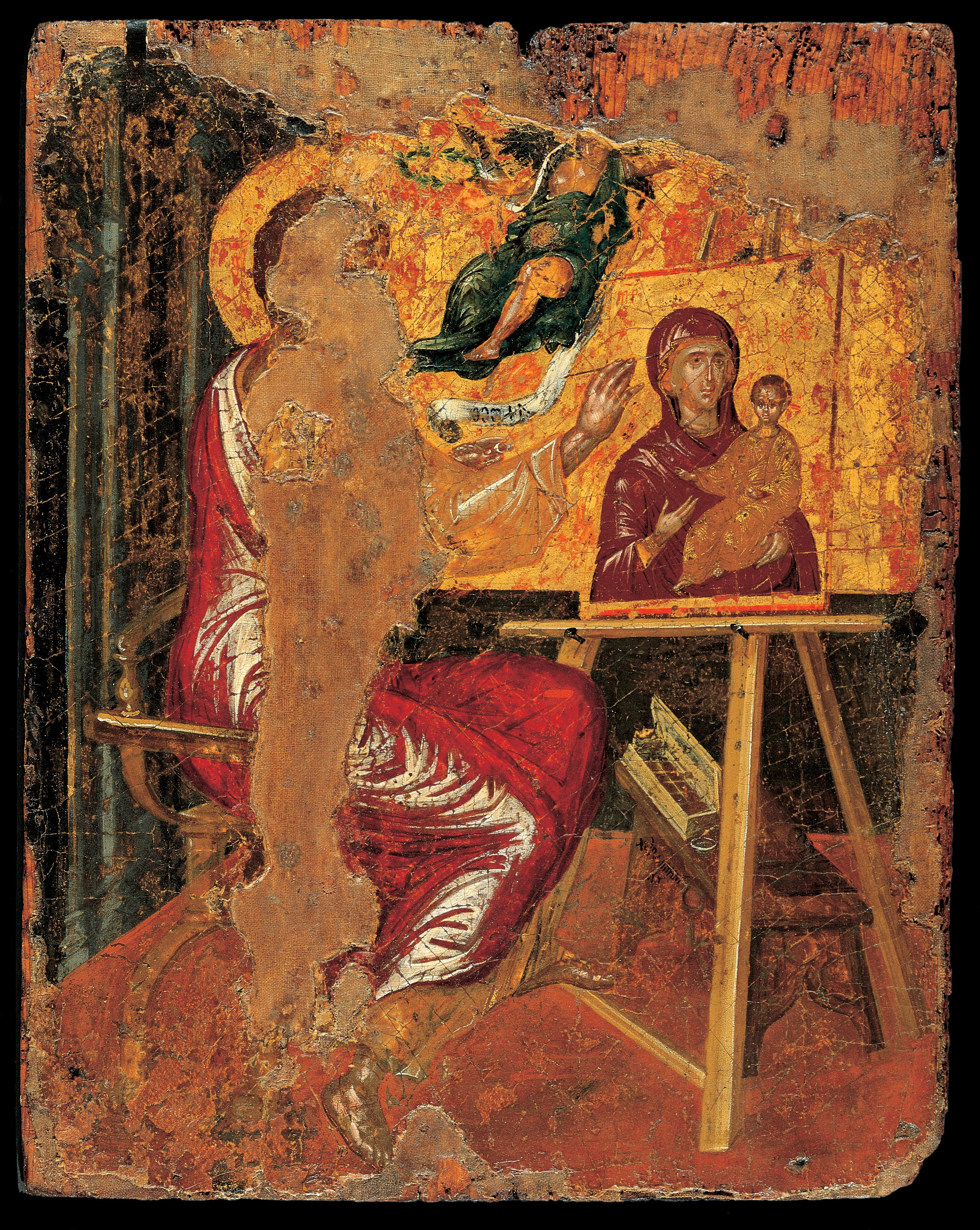
Le Greco, Saint Luc peignant la Vierge (vers 1567)
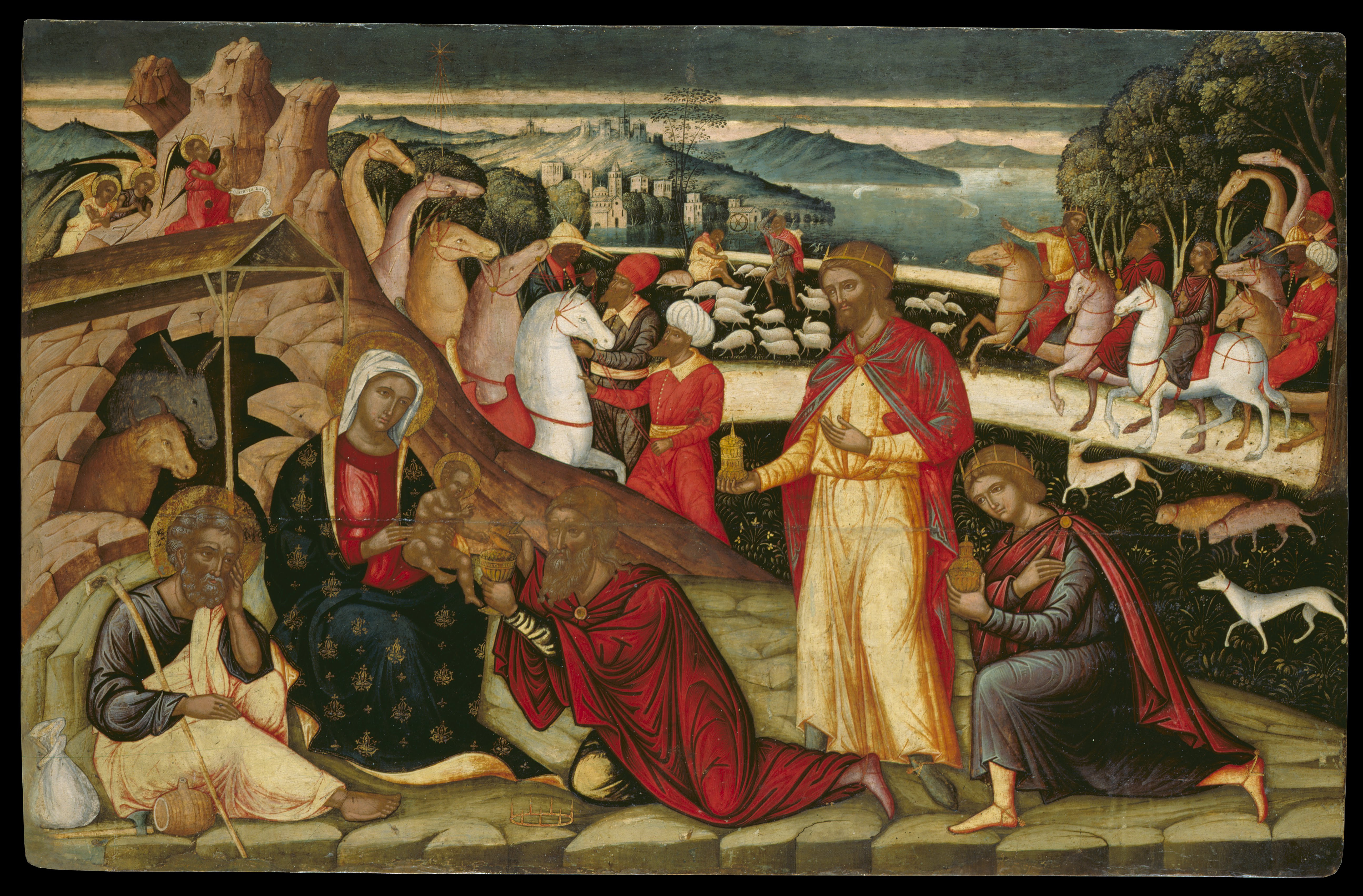
Ioannis Permeniatis (en) (mort en 1550), L'Adoration des mages (vers 1523-1528)
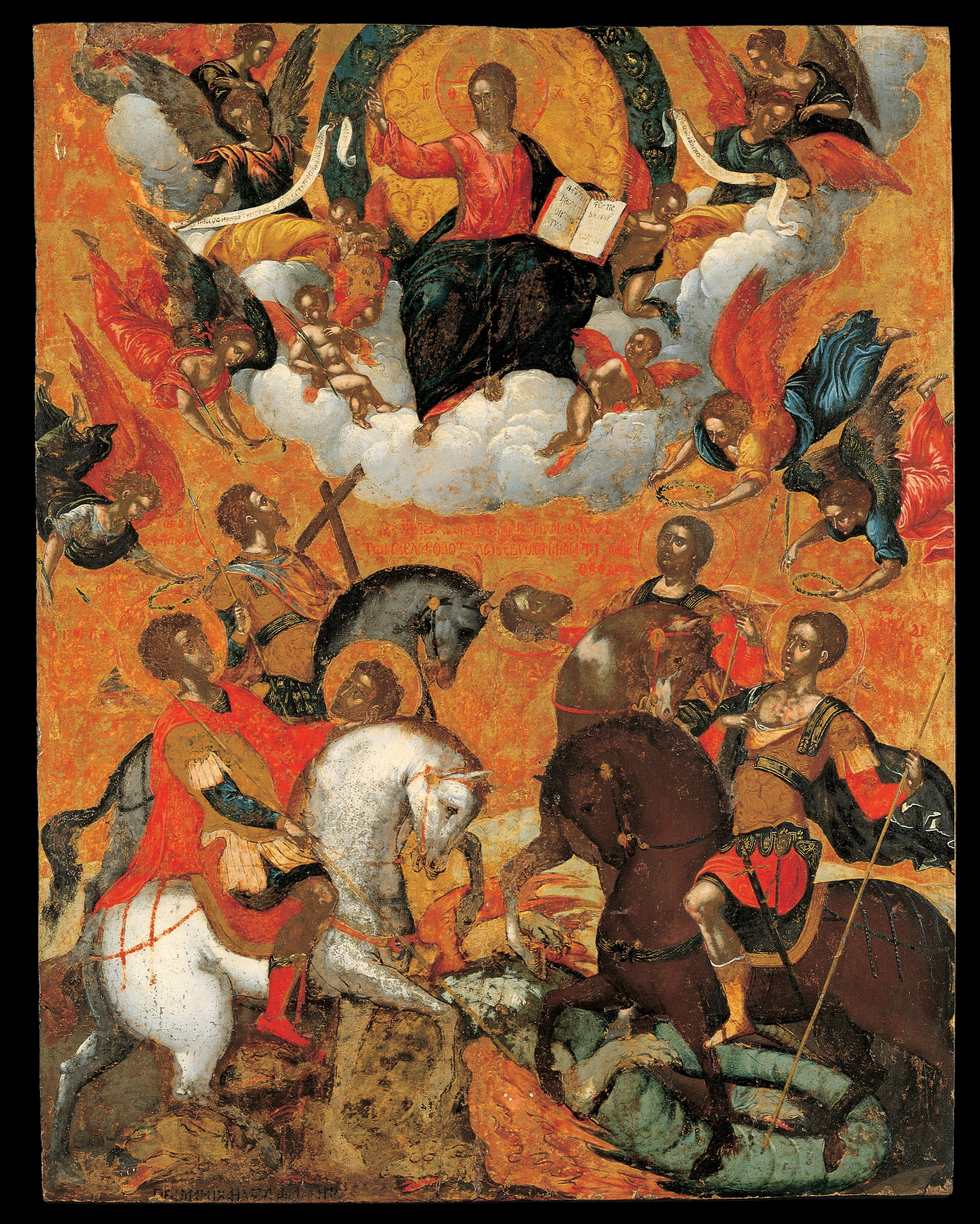
Michel Damaskinos (1530-1593), Quatre Saints militaires
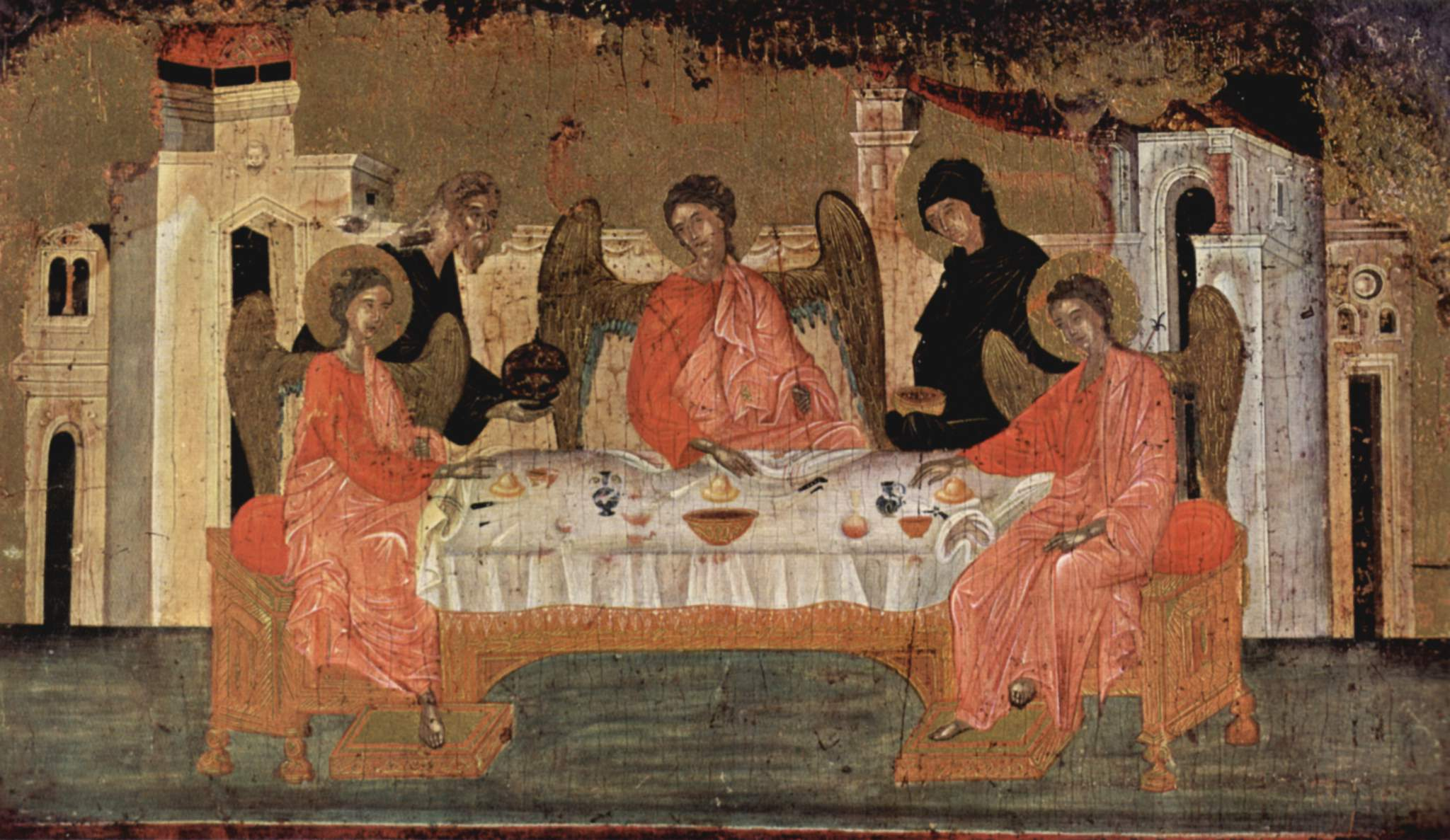
Icône de la Trinité (XVIe siècle)
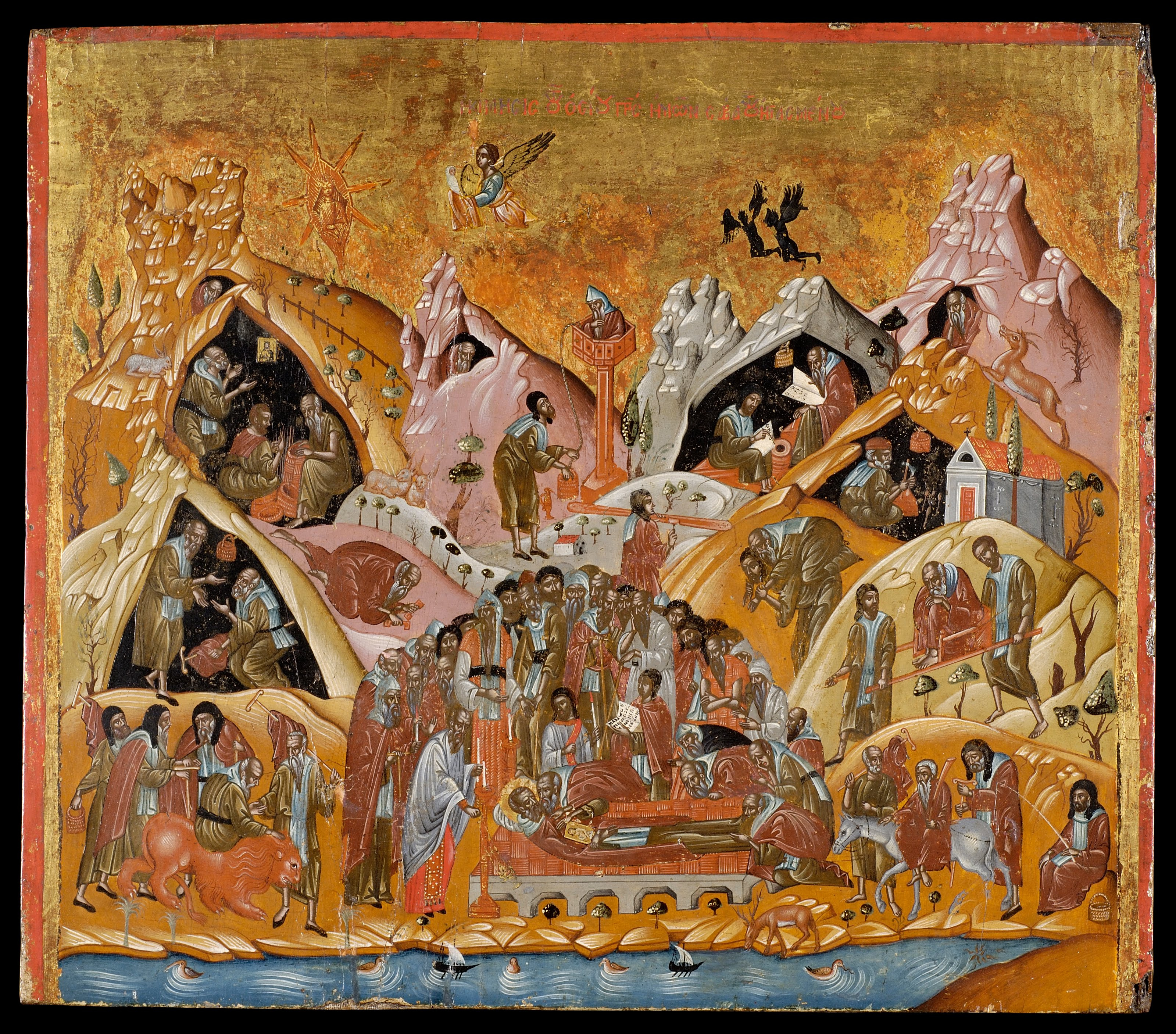
Dormition de saint Savas (vers 1570-1630)
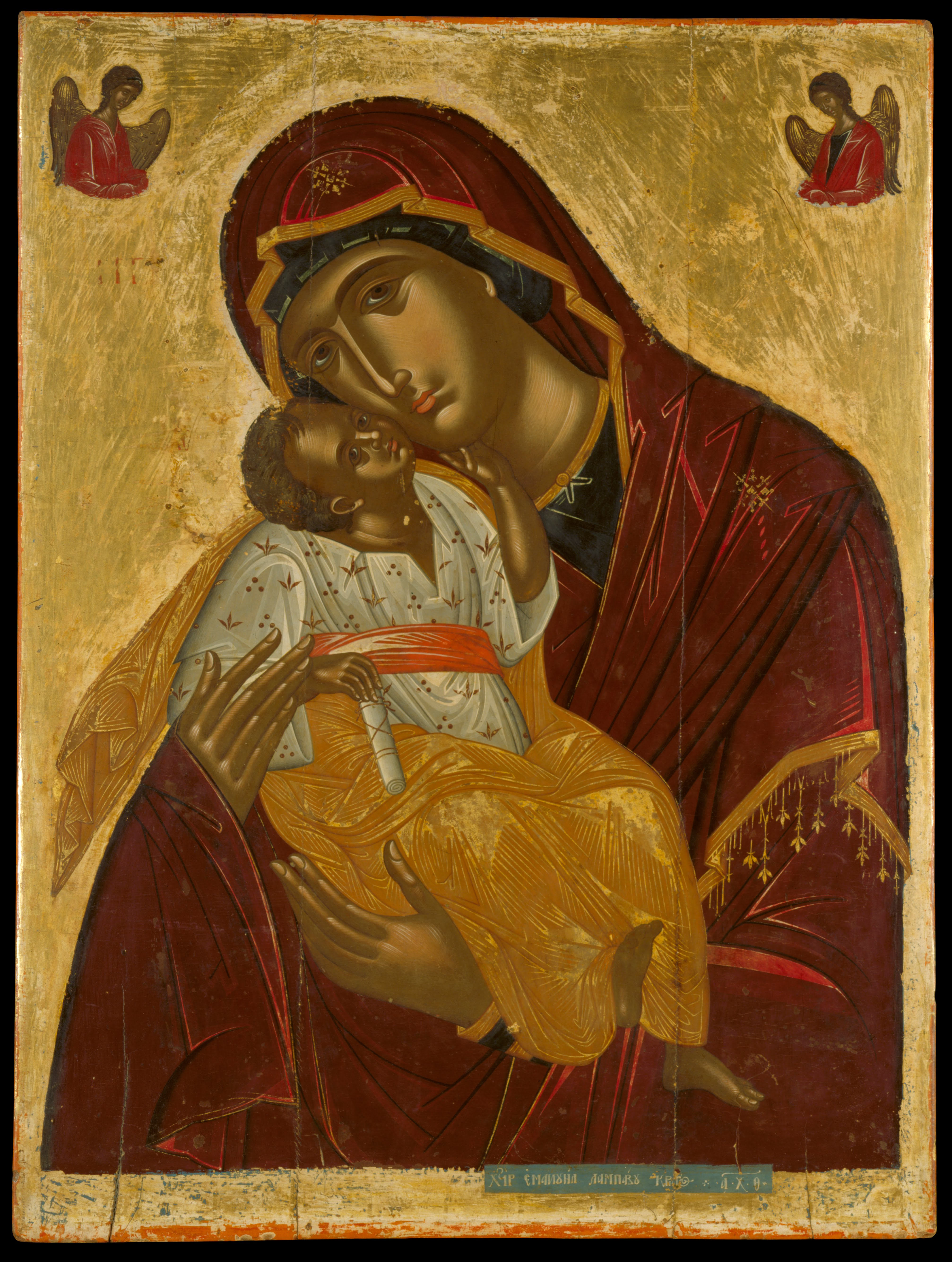
Emmanuel Lambardos (1587-1631), Vierge de tendresse (1609)
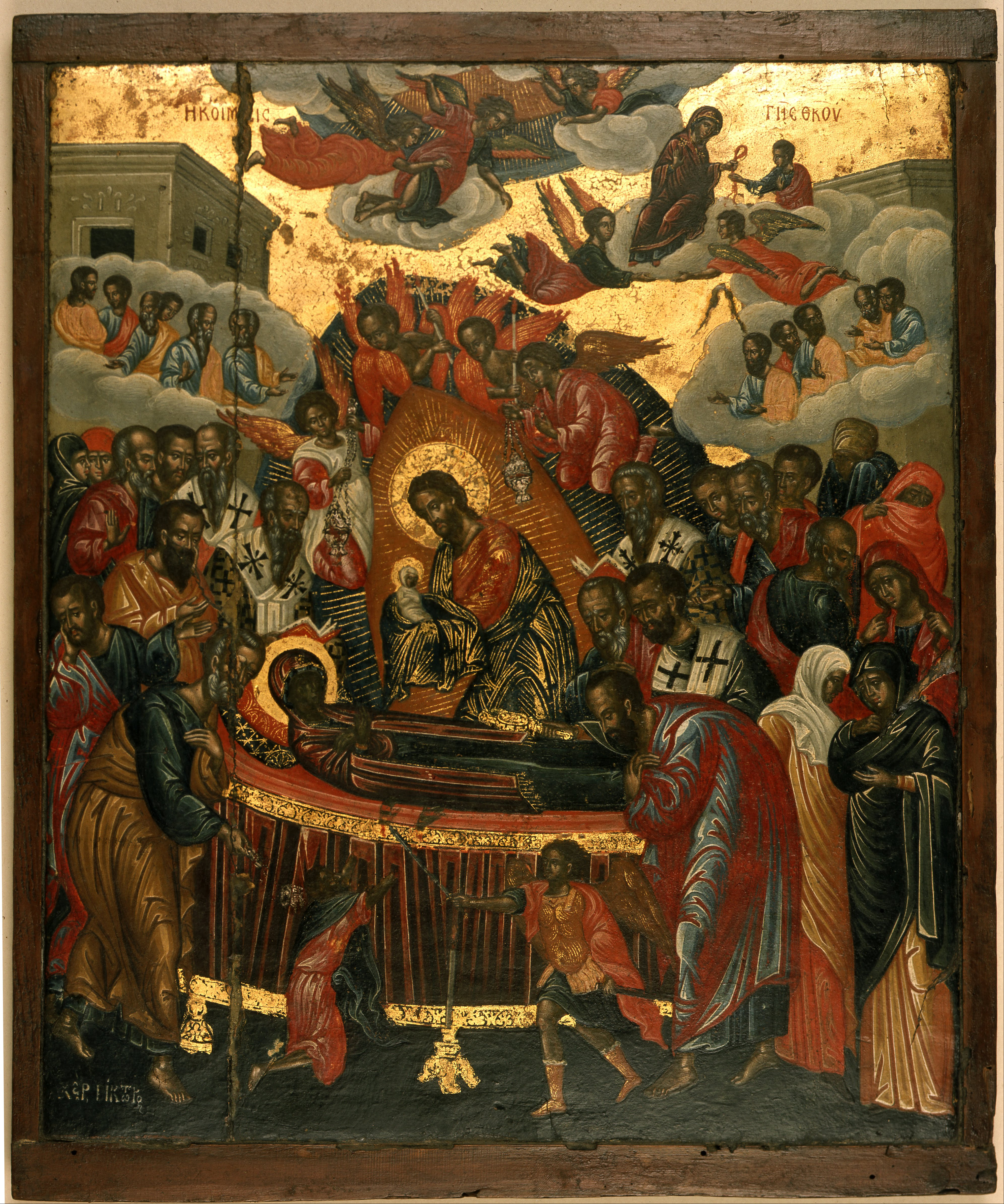
Victor (1630-1697), Dormition de la Vierge (après 1650).
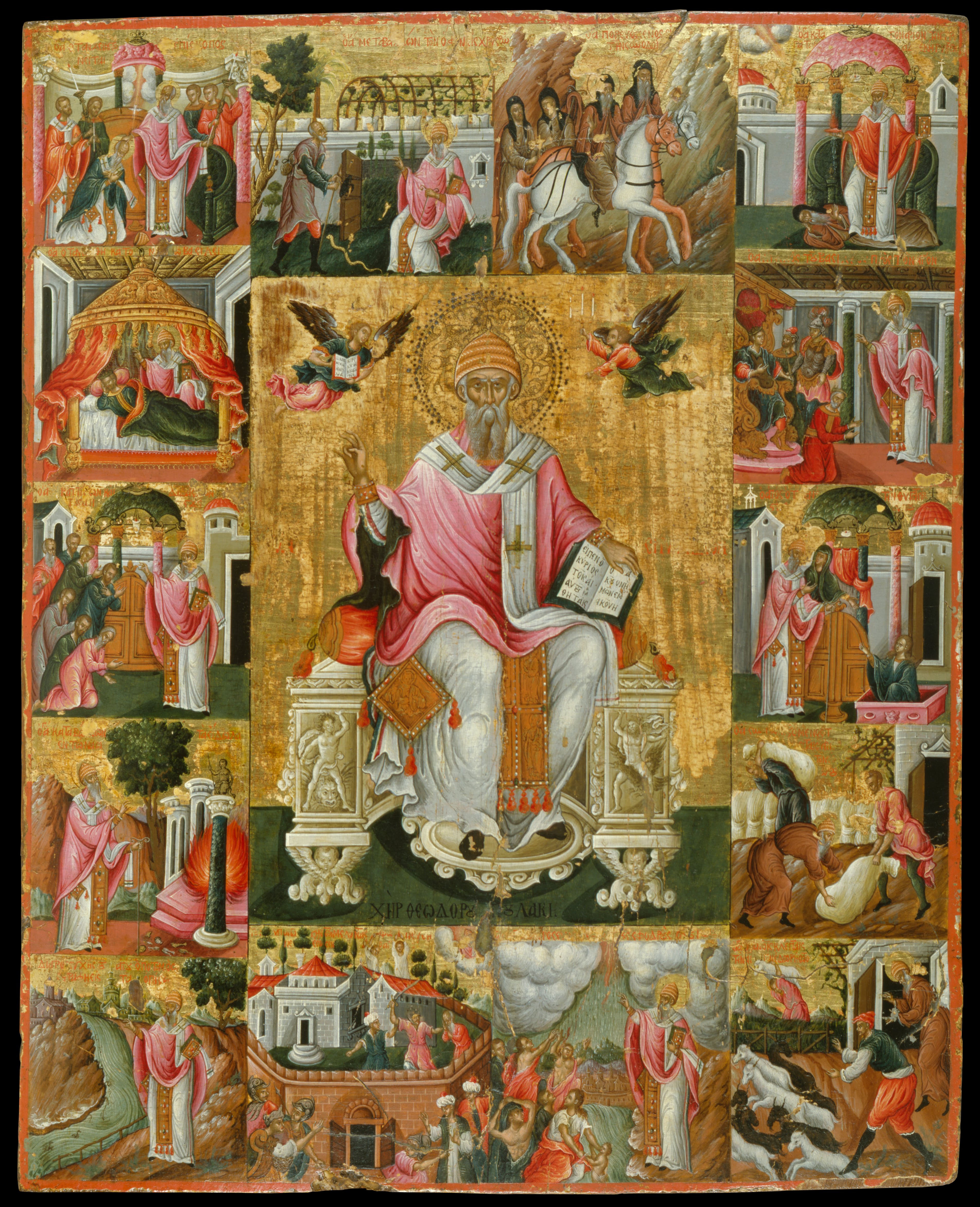
Theodoros Poulakis (1620-1692), Scènes de la vie de saint Spyridon. Icône, après 1650.
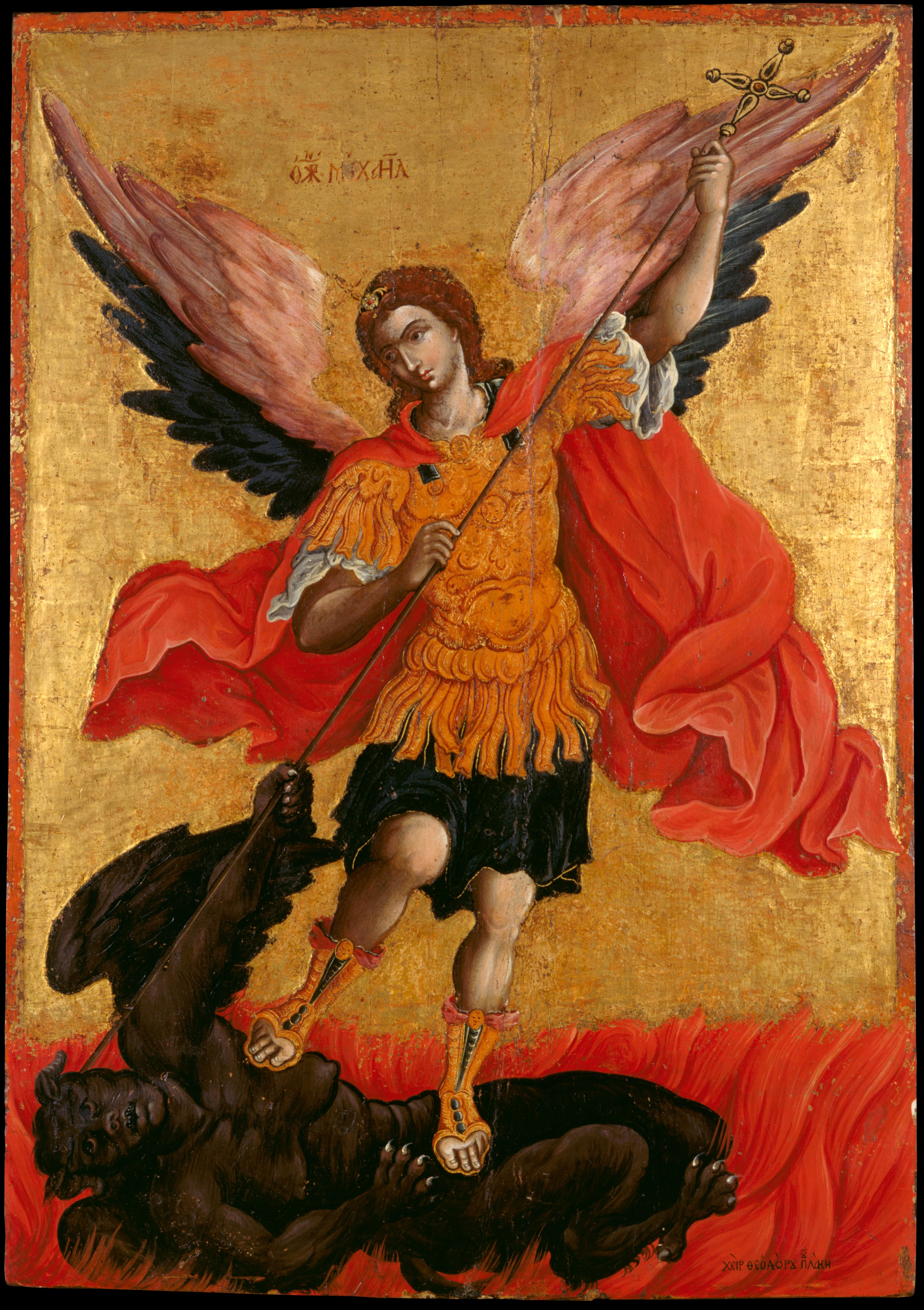
Theodoros Poulakis, L'Archange saint Michel. Icône, après 1650.
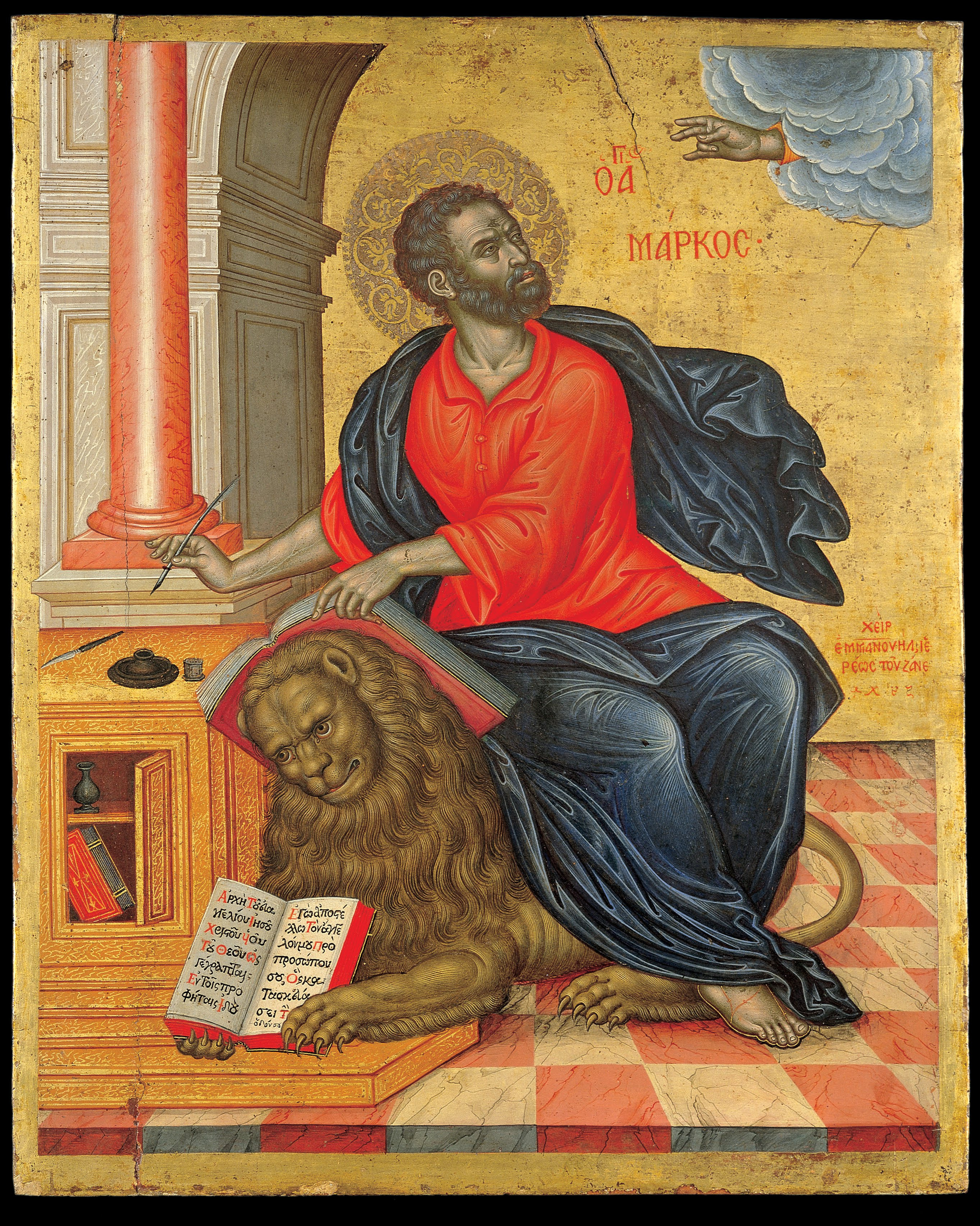
Emmanuel Tzanes (1637-1694), Saint Marc l'Évangéliste (1657)

#### Histoire de la Grèce auXIXesiècle

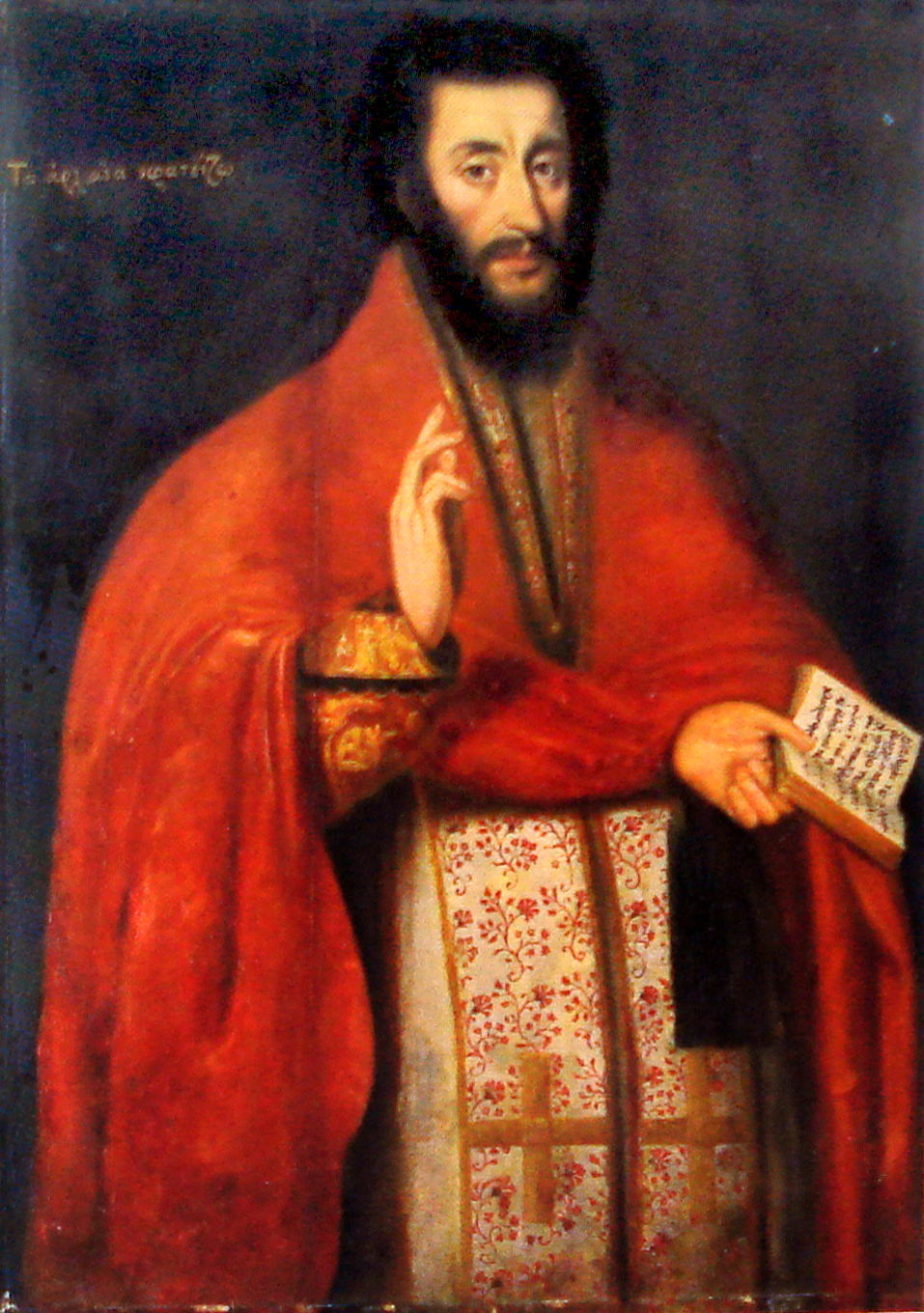
Nikólaos Kandoúnis (en) (1767-1834), Prêtre grec (fin XVIIIe siècle)
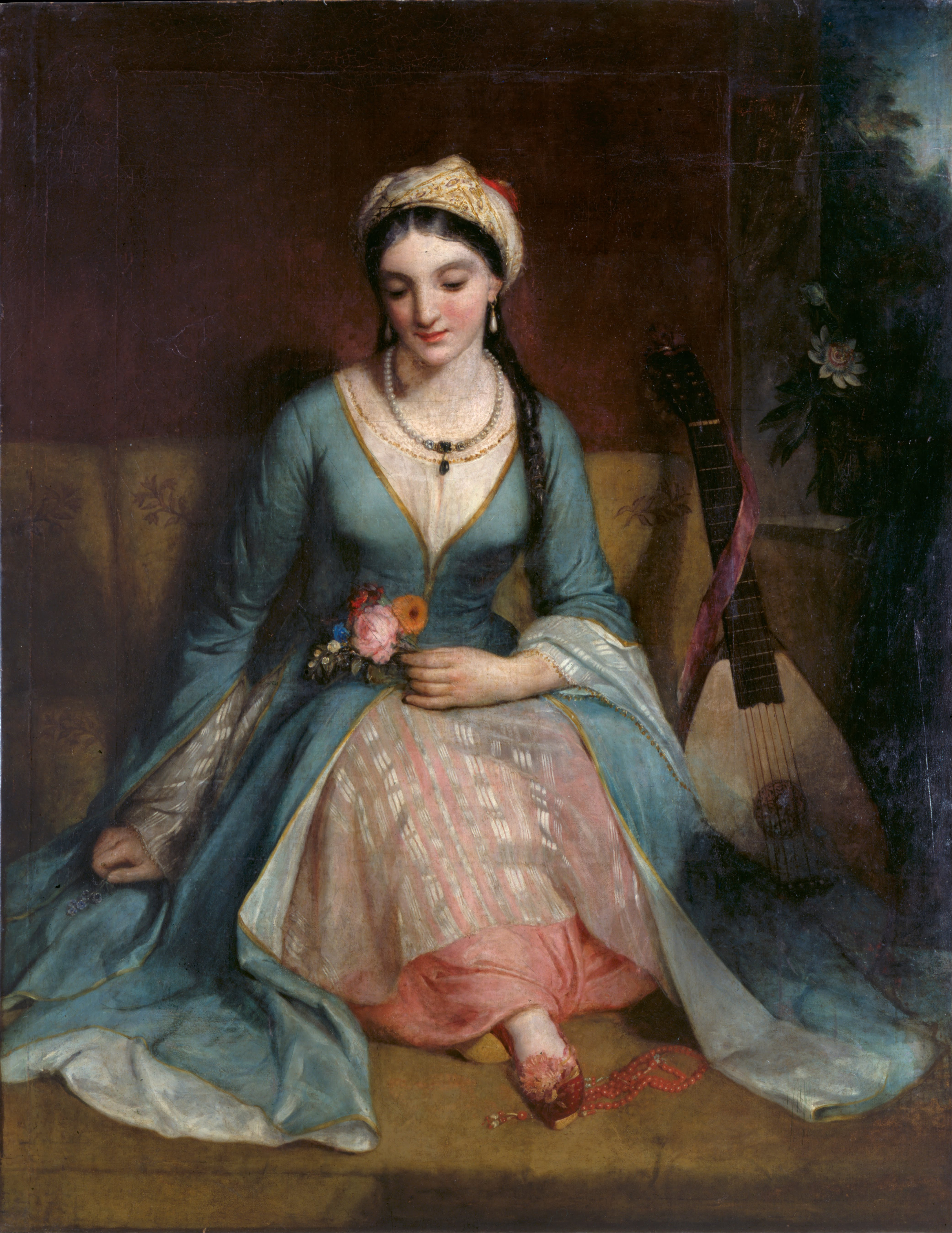
Henry Pickersgill, Jeune fille grecque (1829)
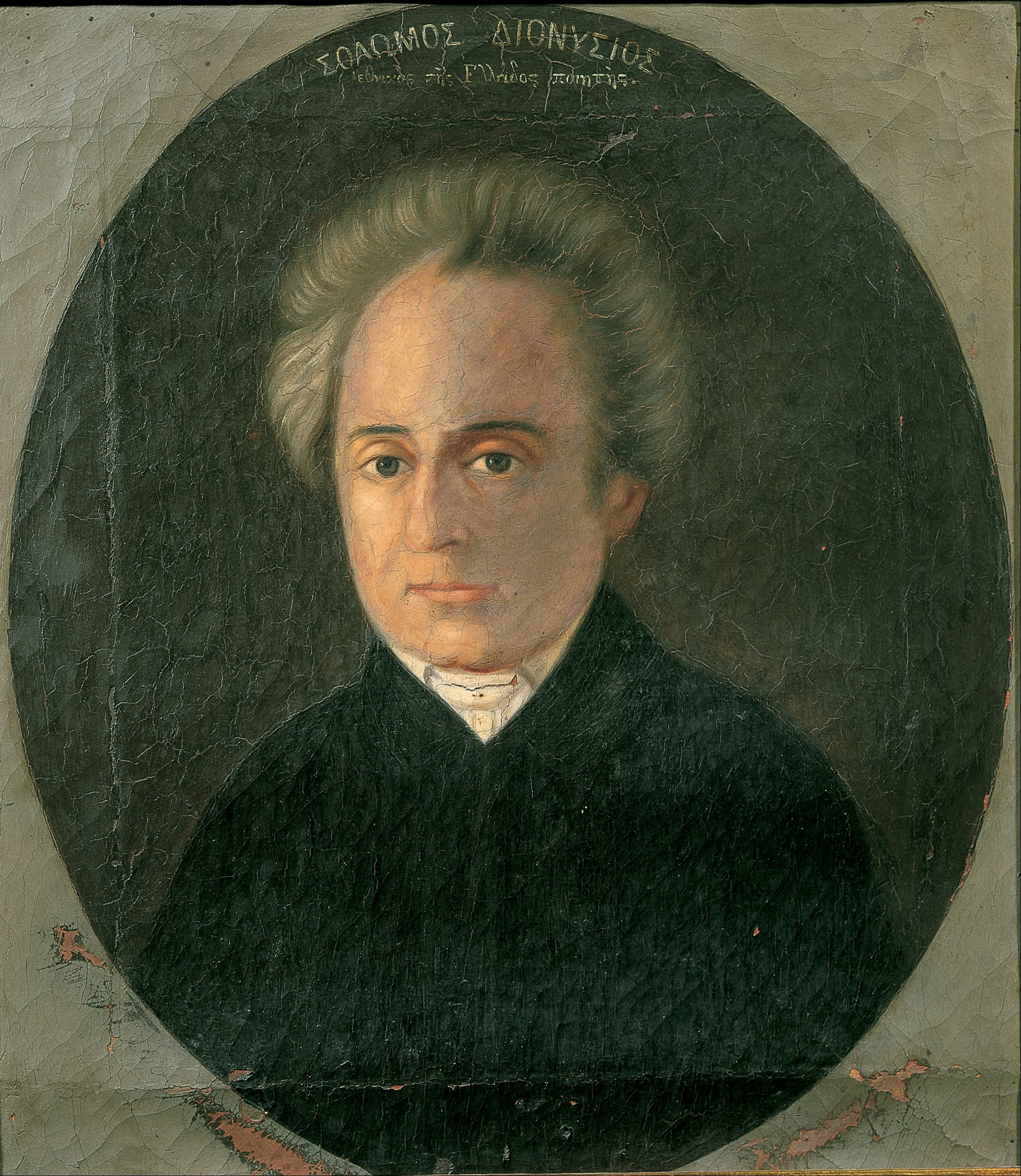
Anonyme, Dionýsios Solomós (après 1833)
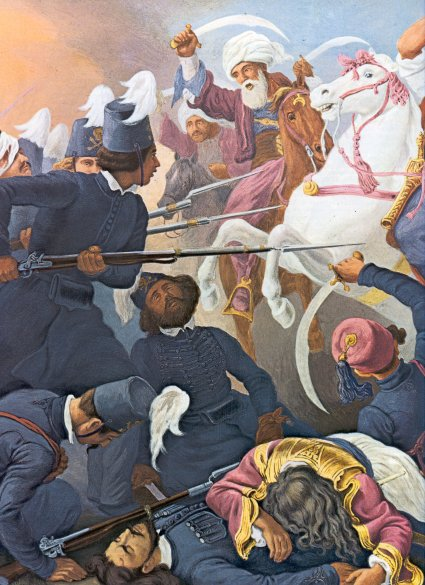
Peter von Hess, La Bande sacrée de Dragatsani (combat des Hiérolochites à Dragatsani). Milieu XIXe siècle.
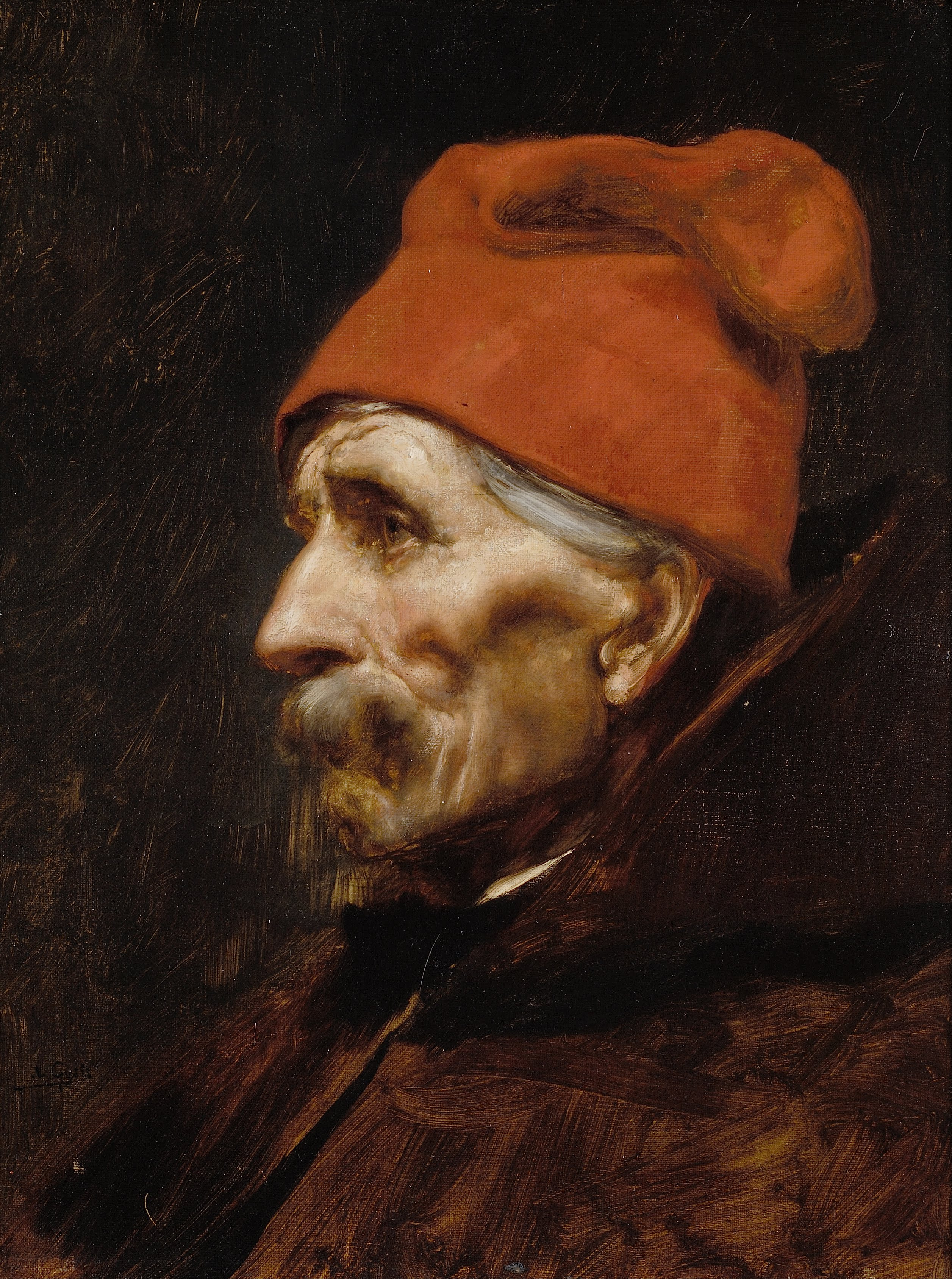
Nikólaos Gýzis, Vieil homme portant un fez rouge  (fin XIXe siècle)
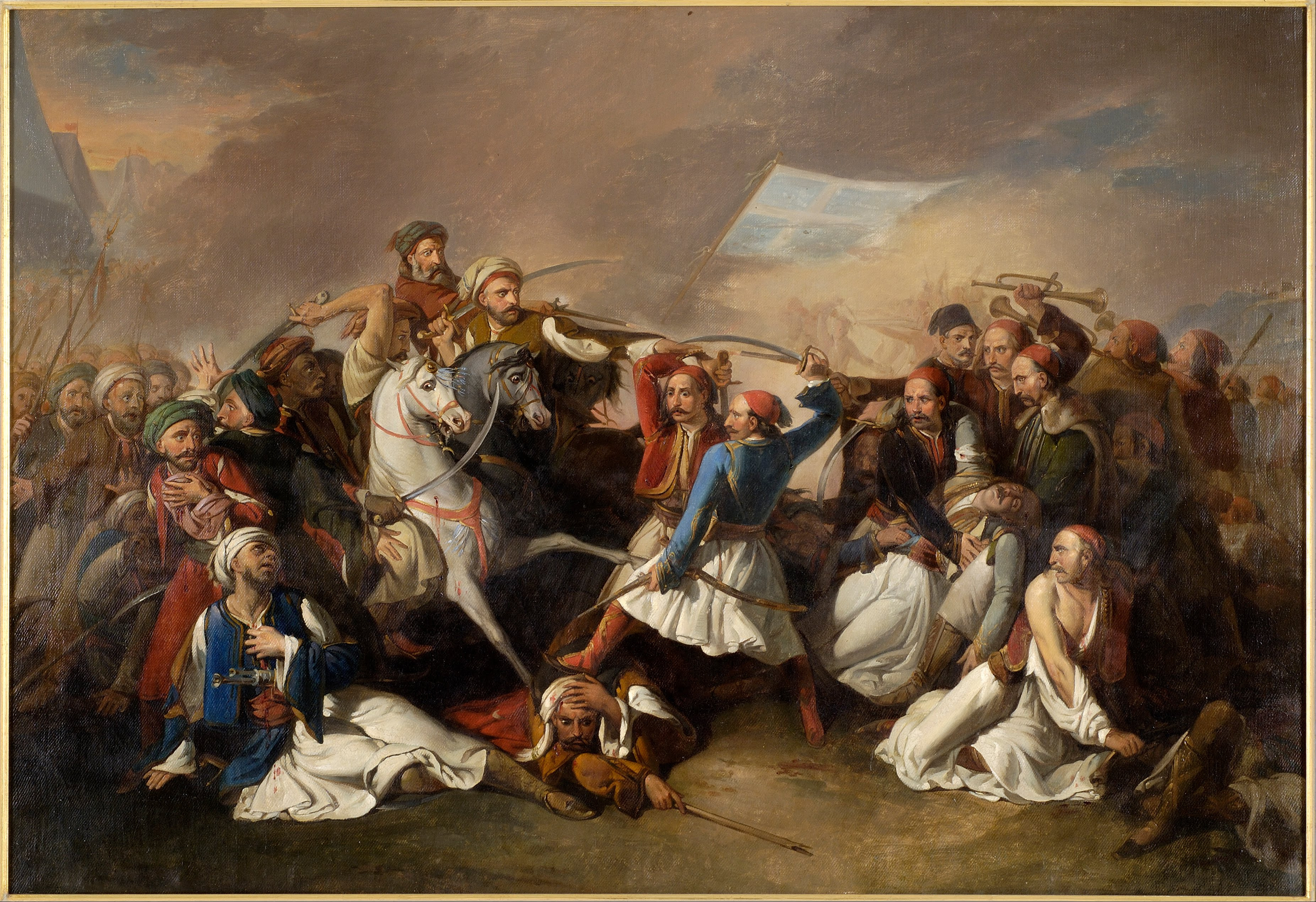
Filippo Marsigli, Mort de Márkos Botzáris (après 1836)

### Musée d'art islamique
Unique en son genre dans les Balkans, il a commencé sur la base de la collection d'Antónis Benákis et s'est élargi par des dons et achats. Il s'étend sur quatre étages,, :
- du VIIe au XIIe siècle ;
- du XIIe au XVIe siècle ;
- XVIIe siècle : collection particulière de trésors d'Iran et de Turquie ;
- 1796-1925 : armes et bijoux d'Iran.

Art islamique
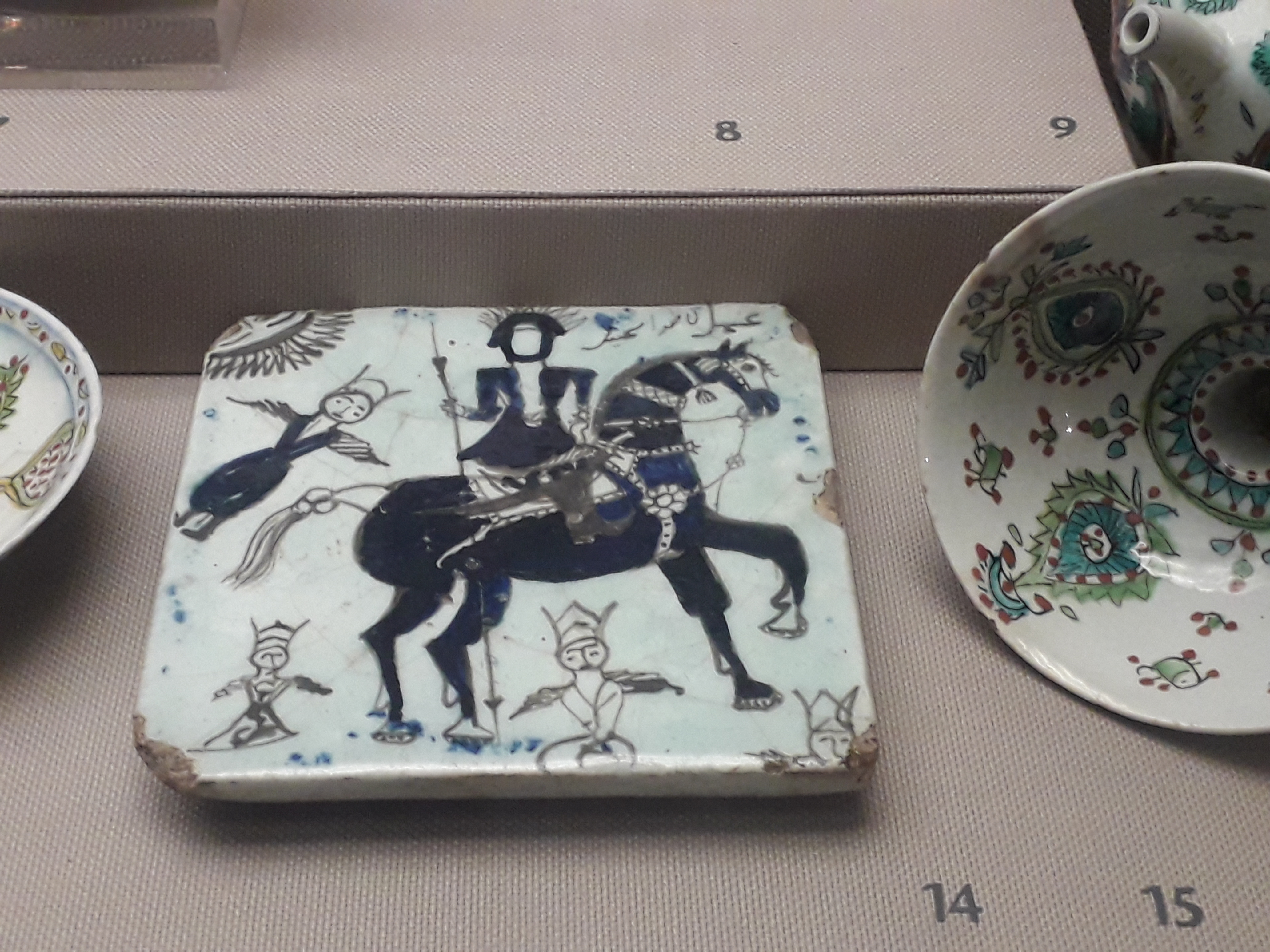
Carreau émaillé : Mahomet montant le coursier Bouraq.
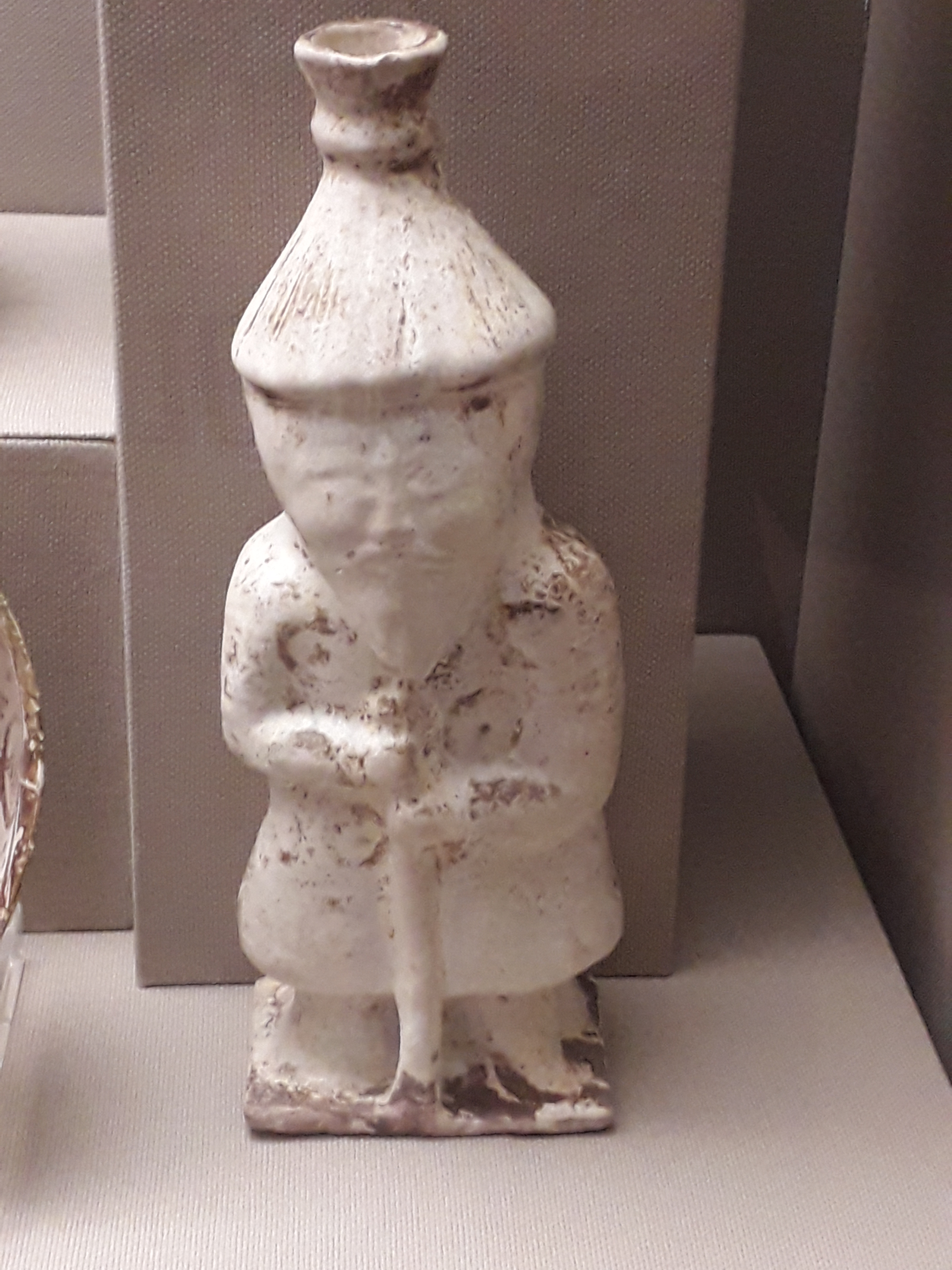
Statuette turco-mongole
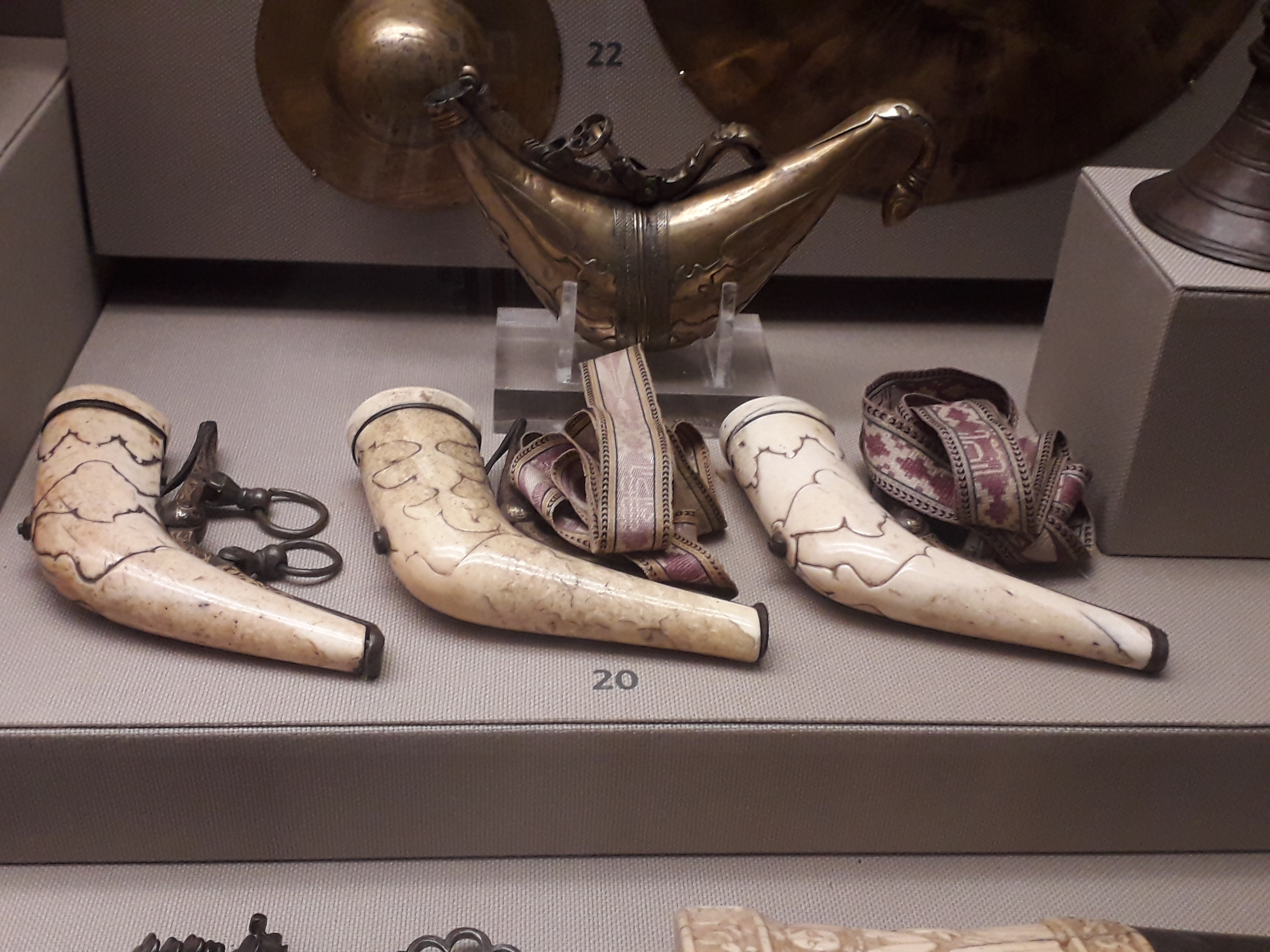
Amorces en ivoire de morse et boucles de fixation. Iran, XVIIe siècle.
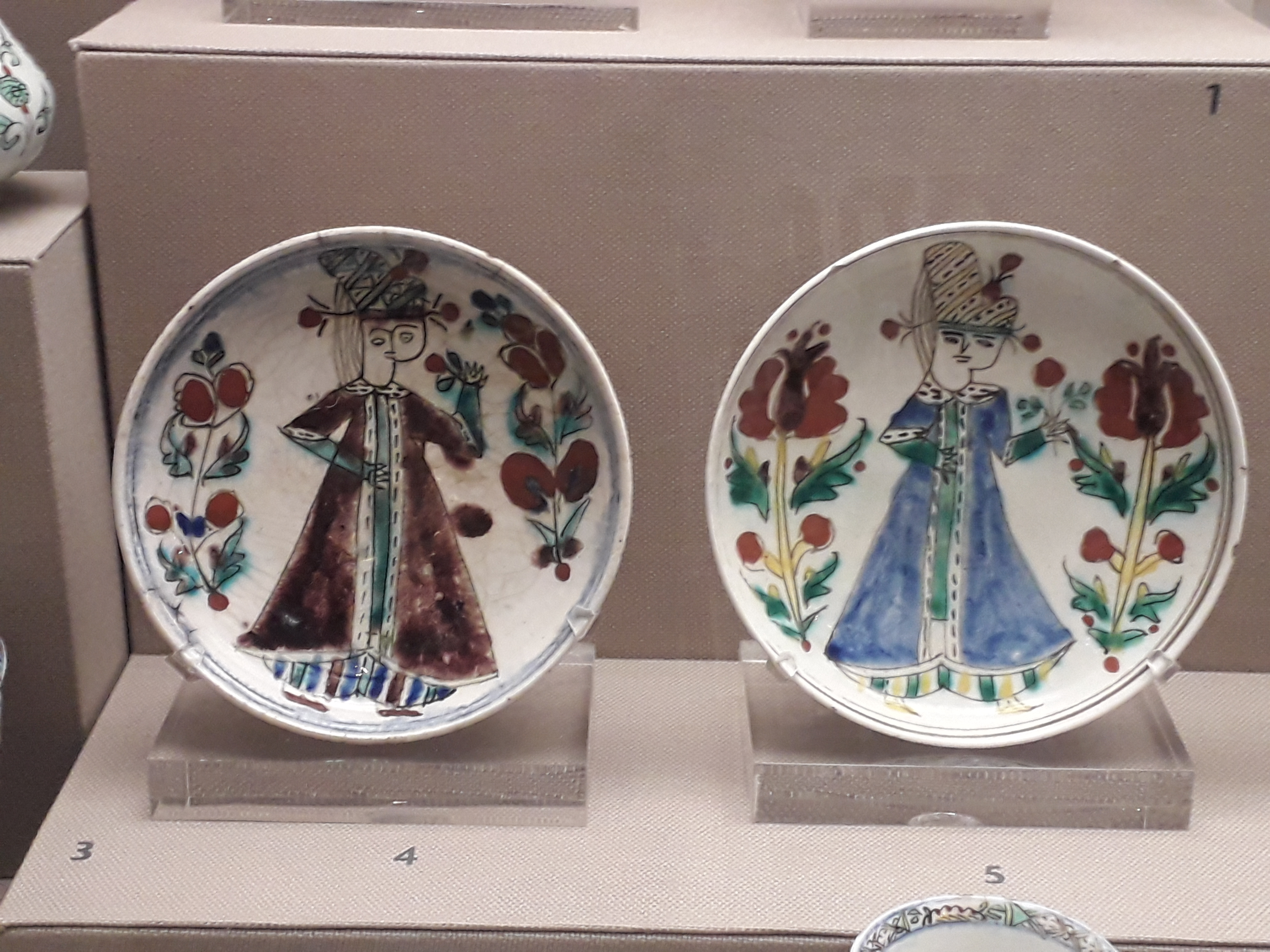
Plats ottomans, XVIIIe siècle.

### Collection d'art copte
La collection comprend une quantité de textiles, vases, sculptures sur bois et objets métalliques.

### Collection d'art chinois

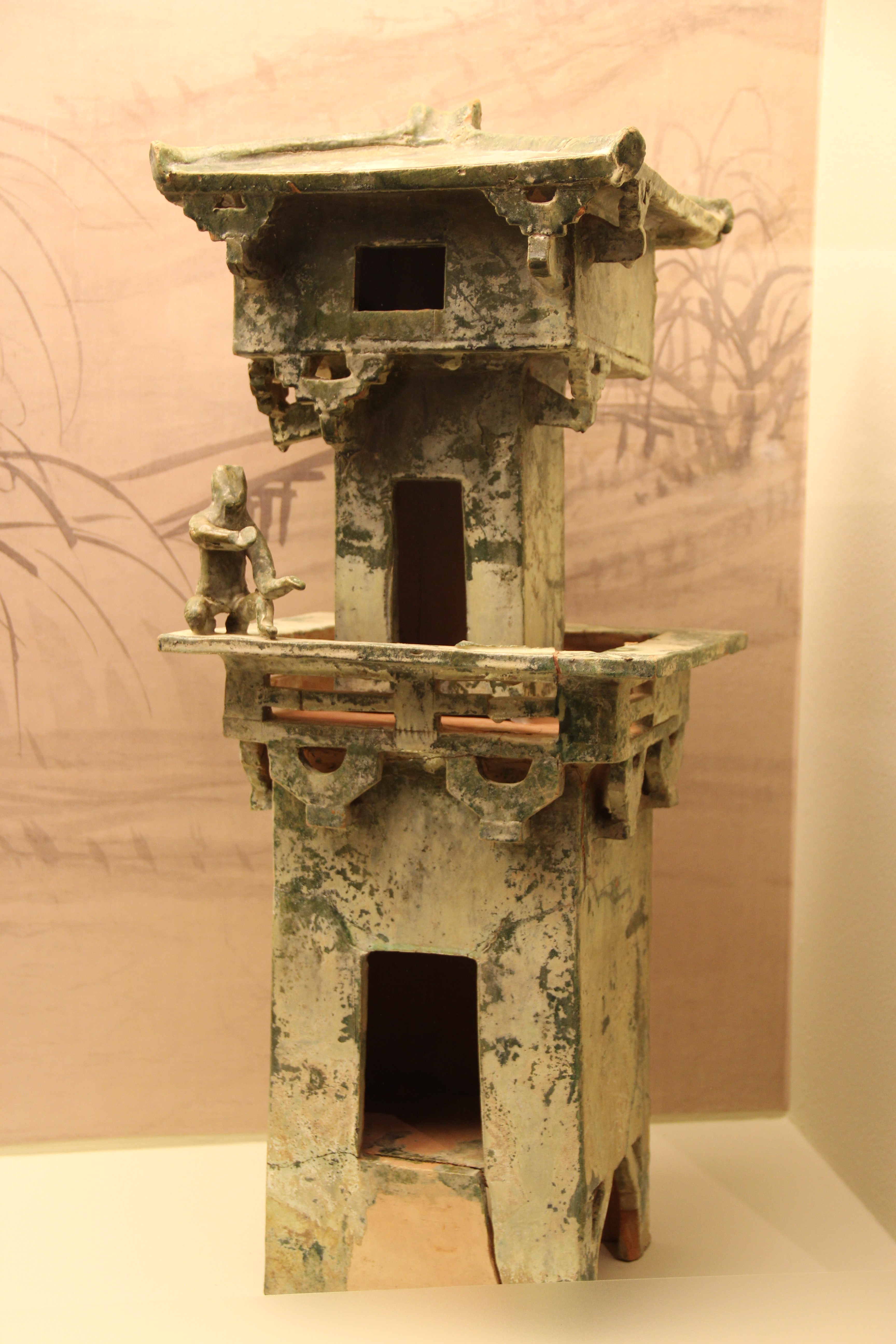
Modèle en terre cuite d'une tour de garde. Han de l'Est, 25-220 ap. JC

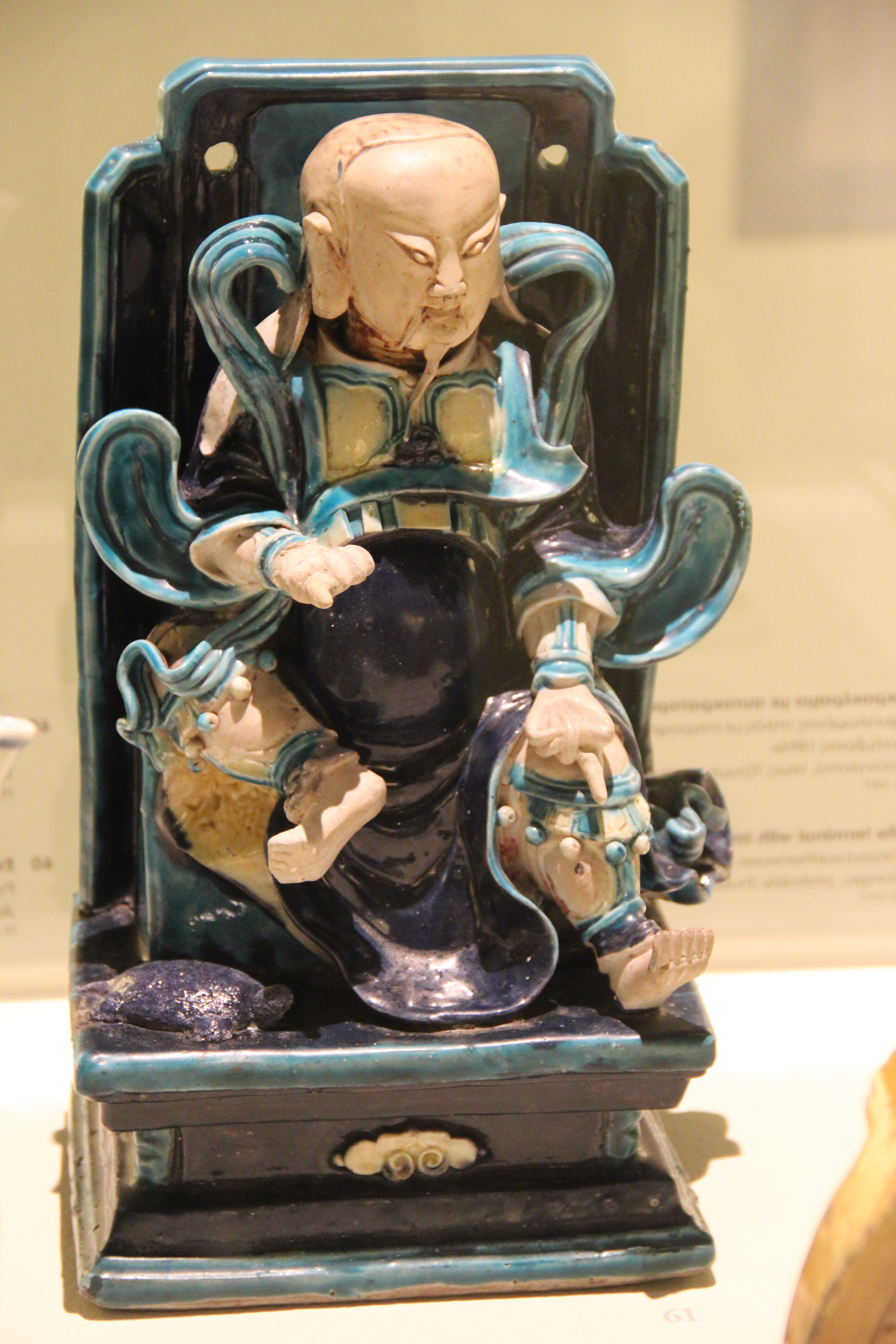
Divinité taoïste du Nord. Ming, XVIIe siècle.

Art céramique du IIIe siècle av. J.-C. au XIXe siècle : poterie néolithique, sculpture funéraire et objets décorés.

### Musée du jouet
Commencé sur la base de la collection de María Argyriádis, il contient des jouets, des livres, des vêtements et des articles pour enfants du monde entier.

### Archives photographiques
Conserve 300 000 négatifs et 25 000 photographies.

### Archives de l'architecture néo-hellénique
Les Archives de l'architecture néo-hellénique du Musée, conservent les archives et documents de Maríka Zagorisíou.

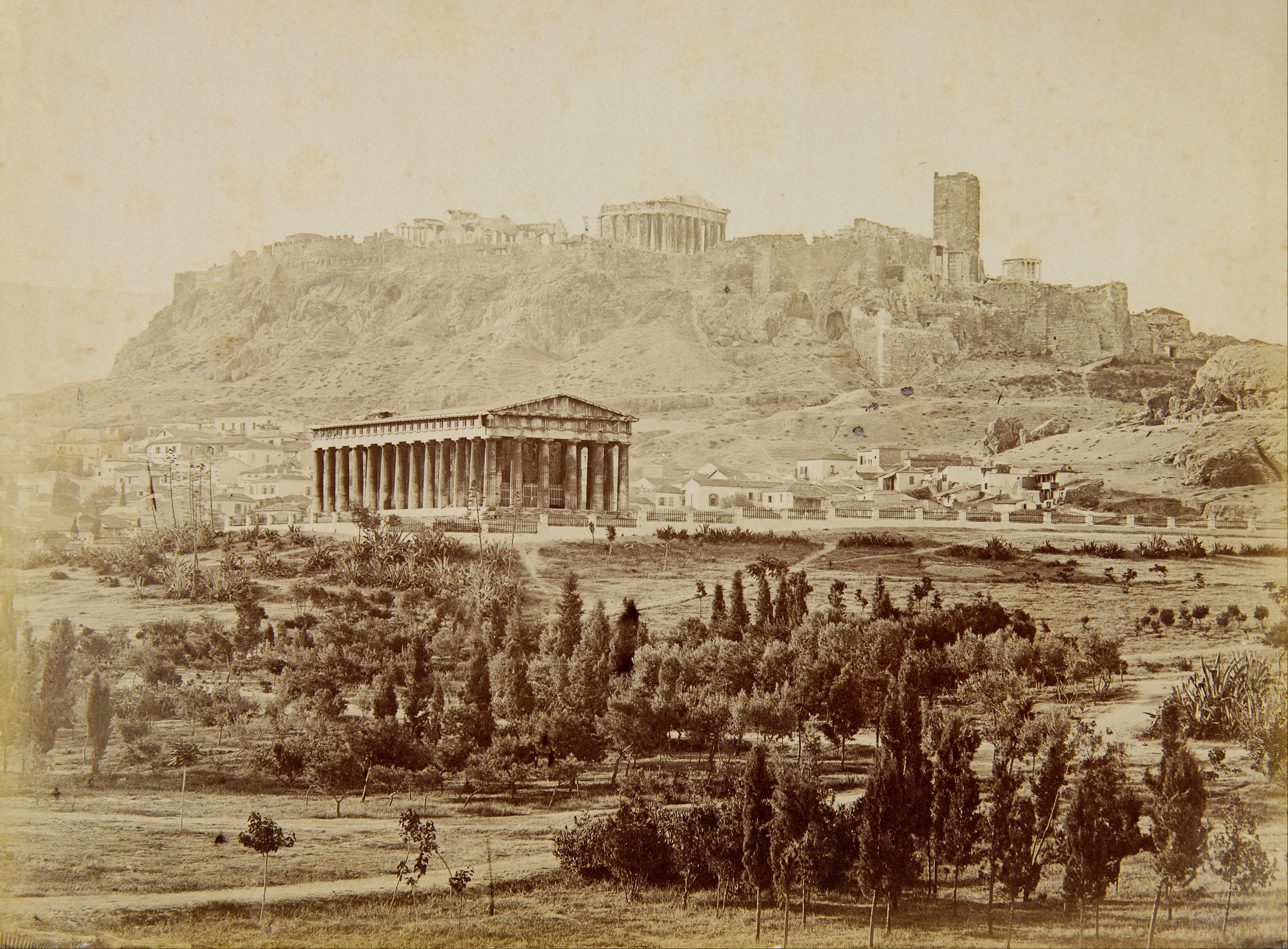
(1832 - 1898), Le Théséion et l'Acropole, avec la tour franque, photographie, 1870.